# 嶺南大學
嶺南大學，簡稱嶺大，位於香港屯門虎地。現時大學共有6,200多名學生。嶺大的目標是成為一所「領先的博雅研究型大學」，將前沿研究與教學相互結合，構建一個充滿活力的學術環境，推動師生走向知識前沿。
嶺南大學共有6個學院、16個學系、2個教學中心、2個學術部（科學教研組及音樂部）等，涵蓋人文學科、商學、社會科學等範疇，提供29個榮譽學士主修課程。
嶺大採用小班教學及雙向互動教學模式，學生必須修讀通識教育、實用中文、實用英文和服務研習等科目。從2024/25學年開始，嶺大將生成式人工智能科目列為一年級學生的必修科目，內容涵蓋生成式人工智能的基本概念、評估方法及倫理考量等議題，即使學生之前沒有人工智能方面的知識，也將能夠掌握實施、評判及優化生成模型的實用技能。此外，嶺大亦開辦修課式碩士、哲學碩士及哲學博士課程。
嶺大於2014年成為香港首間並唯一一間為100%本科生提供四年全宿的大學，而逾80%本科生可以前赴遍佈約50個國家和地區的270多所海外夥伴院校當交流生。現時，嶺南大學與香港都會大學、國立政治大學、武漢大學、深圳大學在部分碩士、博士研究領域開展雙學位辦學。
嶺大在2023年泰晤士高等教育大學影響力排名中，在「優質教育」全球排名中名列第二，並在最近的QS之星大學評級系統中榮獲最高的5星+殊榮，肯定其在「提供優質教育和進行高影響力研究方面的全球領先地位」。

## 校史沿革

### 广州岭南大学

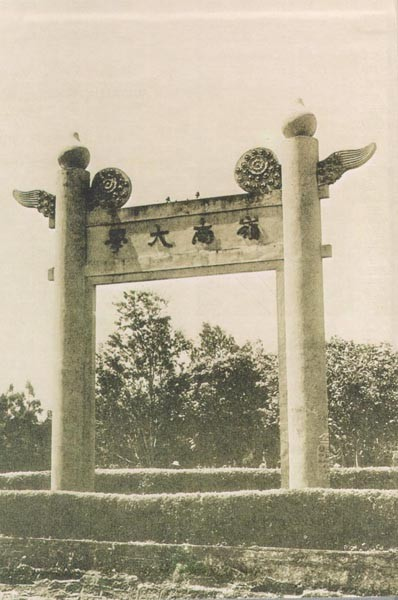
岭南大学在廣州時期的牌坊

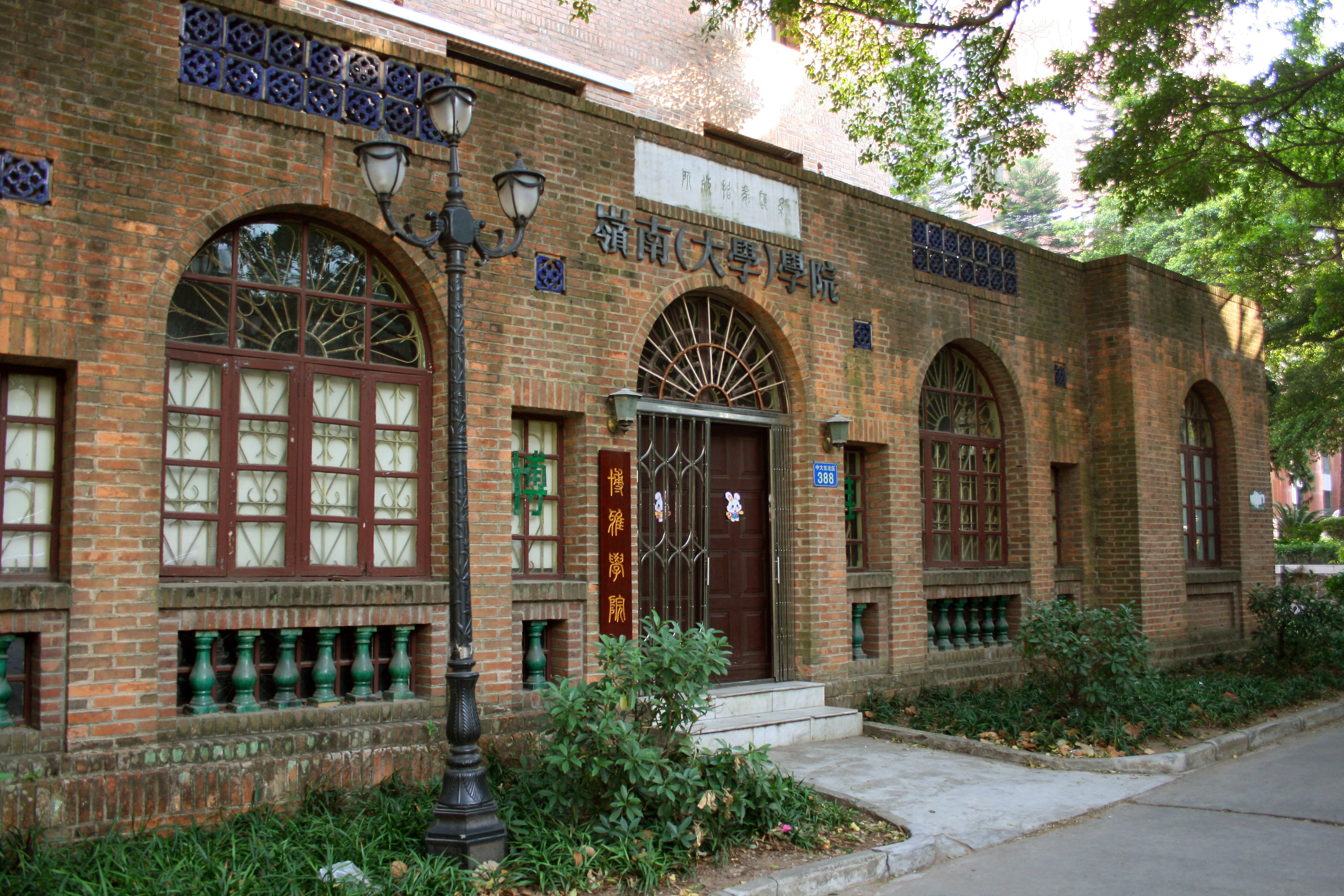
位于中山大学的岭南大学旧建筑

嶺南大學前身是位於廣州的嶺南大學（Canton Christian College），是在美國美北长老会海外差會同意下，於1888年在廣州城外沙基創立的一所不隸屬於任何教派的基督教學堂，名為「格致書院」，由哈巴牧師（Happer）主理。
嶺南大學曾多次遷校：因事停辦的格致書院於1899年在城內四牌樓福音堂重開。又於1900年因庚子事變先後遷至花地萃香園及澳門，再於1904年遷回廣州，在河南島（海珠區）康樂村一帶建設永久校園。之後因廣州淪陷，於1938年遷到香港，借用香港大學陸佑堂及租用新界元朗農地繼續辦學，再於1942年因香港淪陷遷到粵北韶關。於第二次世界大戰後遷回廣州康樂校園。
因1952年中国高校院系调整，中華人民共和國政府向各有宗教背景大學作出整頓，廣州的嶺南大學停辦，並於1952年被併入中山大學，現在的中山大學主校園廣州校區南校园正是昔日嶺南大學的校址康樂園，多座前嶺南大學建築已列為廣東省重點文物保護單位。

### 嶺南書院
「嶺南中學校董會」聯同「嶺南會所」及「嶺南大學香港同學會」於1961年組成「嶺南教育擴展會」，負責研究發展嶺南教育，並於1966年正式成立「嶺南書院籌備委員會」，負責在港另行籌辦嶺南書院。
1967年嶺南書院分別透過公司條例和教育條例向香港政府正式註冊，9月開課，於11月19日舉行正式開幕典禮。書院初期設理學院、商學院、文學院及先修班（文、理組）。書院於開辦初期，同時提供四年制大專文憑課程及大學預科課程。
1970年代逐步開拓課程種類，開辦文、理、商、音樂等學科課程。1971年7月書院舉行首屆畢業典禮。
1973年，嶺南書院獲得倫敦大學校外課程認可開班教授相關課目，使其大專課程畢業生得以進修，進而取得由倫敦大學頒發的榮譽學士學位。但這個安排於1975年終止。

### 嶺南學院
1978年末，政府發表高中及專上教育白皮書，嶺南接受政府建議，註冊為認可專上學院，改稱嶺南學院；同年因資源緊缺，停辦理學院。1979年起接受政府資助及廢除4年制，改行二二一制（首二年為預科、第三及第四年修畢可獲高級文憑，第五年修畢可獲榮譽文憑，1982/83起辦第五年級的榮譽文憑課程）。
1980年代初期，嶺南學院設2年制預科班、2年制中六後課程及1年制深造課程。學院集中資源發展文、商及社會科學三門課程。
早年嶺南學院容許雙主修學科，如英文/社會學、英文/經濟學雙學士學位等，不過報讀人數一直偏少，而大部份的嶺南學生都是修讀商學課程。
1983年，音樂學院1982/83年度出現超過50萬元的赤字，因而決定停辦，翌年1984年正式結束，學生及部份教員轉到香港中文大學就讀或任教。
1985年，社會科學系脫離文學院，獨自建院，並開設跨學科主修課程，取代原來的專科課程：社會學、經濟學，是為通才教育的先聲。
1987年，接受英國國家學歷頒授委員會（Council for National Academic Awards, CNAA）評審，得到滿意的評價。
1988年，大學及理工資助委員會全面評審嶺南，並建議政府將嶺南升格為大專院校。
1989年，為配合學院發展，逐步停辦預科班。
踏入1990年代，承接政府擴充大學教育規模的浪潮，嶺南學院的發展速度加快。1990年代初，政府預留兩幅地皮（曾作為香港科技大學選址之一、從虎地軍營改建而成的屯門前船民營，以及大埔露輝路香港教育大學現址的山地）供院校搬遷及興建新校舍，嶺南學院選擇前者建校，後者預留給香港教育學院。而嶺南教育機構以司徒拔道校舍的業權交還於政府，再把政府批出的屯門地皮轉交嶺南學院興建新校舍。
1991年，嶺南學院通過香港學術評審局評審，獲大學及理工教育資助委員會資助。兩個榮譽文憑課程（翻譯及社會科學）獲升格為學士學位課程。
1992年，嶺南學院條例（香港法例第422章）獲香港立法局三讀通過。
1993年，中文及工商管理榮譽文憑課程亦獲升格為學士學位課程。位於屯門虎地前越南船民營新永久校址動工興建。
1994年，錄取的新生全部修讀榮譽學士學位課程。首屆修讀榮譽學士學位學生畢業。
1995年10月，嶺南學院遷到屯門虎地永久校址（宿舍於1997年2月才啟用），並確立博雅教育為學院教育方針。同年九月開辦哲學碩士學位課程。
1998年，嶺南學院成功通過教資會評審，行政長官會同行政會議授予全面自行評審資格及批准正名為香港為第八所大學。

### 岭南大学
1999年7月16日，嶺南大學條例（香港法例第1165章）獲香港立法會三讀通過。7月30日，嶺南學院正名為嶺南大學。當屆畢業生獲得以大學名義頒發的畢業證書，嶺南大學加入大學聯合招生辦法系統。
嶺南大學開辦了更多的學士學位課程，包括文化研究（1999）、當代英語語言文學（2000）、歷史（2002）、哲學（2002）、視覺研究（2005）、當代英語語言文學及教育（2005 - 08）、中國文學、歷史與哲學（2016）、文學院學生自定選修課程（2016）及電影與媒體研究（2017）。
2000年，嶺大開辦哲學博士學位課程。
2014年，嶺大實現為本科生提供四年全宿目標，為香港首間及唯一一間能達成這個目標的大學。
2015年，嶺大成立科學教研組。

2017年9月，嶺南大學慶祝在香港復校五十週年，以「博雅教育．成就一生」為主題展開為期一年的慶祝活動。9月14日，校長鄭國漢與師生以時間囊封存儀式作為慶祝活動的序幕，將嶺大復校至今五十年來的歷史及紀念品留給五十年後的嶺大學生。嶺大成立黃炳禮音樂及演藝部。

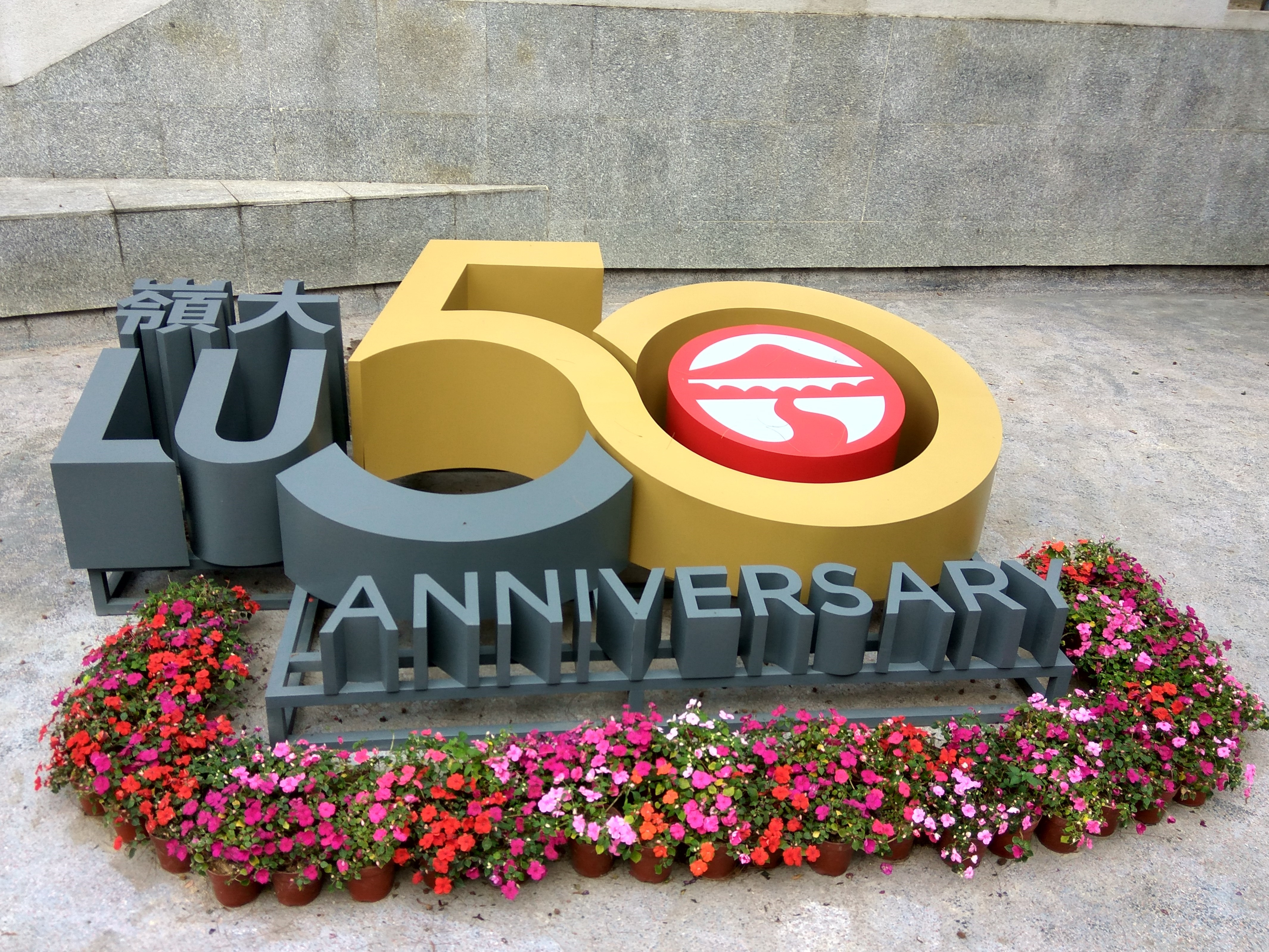
嶺南大學慶祝在港復校50週年於屯門校園內佈置的花飾

2018年，嶺大決定於2019/20學年開辦數據科學的理學士學位，為嶺大正名後首次開辦理科本科課程。嶺大於同學年開辦環球博雅教育（榮譽）文學士課程，同學在修讀期間可前往非洲、美洲、亞洲、大洋洲及歐洲其中的兩大洲 （最多可達三大洲）進行海外學習交流。嶺大決定於2019/20學年開辦動畫及數碼藝術的自資學士學位課程。
2019年，嶺大成立政策研究所，將一些研究單位和政策研究重點合併，促進深度合作。成立研究生院，以統籌和管理大學開辦的研究生課程。決定於2020/21學年開辦商業心理學的自資學士學位課程。
2020年，嶺大科學教研組決定於2020/21學年開辦MPhil in Environmental Science環境科學哲學碩士，決定於2020/21學期第二學期開辦Minor in Environmental and Scientific Literacy，為嶺大第一個自然科學和理科副修課程。

## 办学特色

### 辦學機構
- 嶺南教育機構，在香港創辦嶺南大學的機構。

### 博雅教育
嶺大實踐博雅教育的模式包括：
- 基礎寬廣的課程設計
- 緊密的師生關係
- 豐盛的舍堂生活
- 豐富多采的課外學習活動
- 積極參與社區服務
- 多元化的職場體驗
- 強大的校友和社區支援
- 全球性的學習機會

### 活動
嶺大提供500多個「綜合學習課程（ILP）」的活動，範疇包括：大學迎新、公民教育、職前準備、智育發展、體育發展、群育及情緒發展、美育發展及宿舍教育等。本科生需於畢業前完成「綜合學習課程（ILP）」的要求，即共75小時的綜合學習課程。

### 校友和社區支援
嶺大有多個校友組織支援，詳見校友網絡及相關教育機構。

### 多元化的職場體驗
嶺大為學生提供廣泛的實習及其他學習機會，使他們能夠全面發展潛能。學生亦有很多機會透過實地考察及遊學團學習課堂以外的知識。

## 研究成果

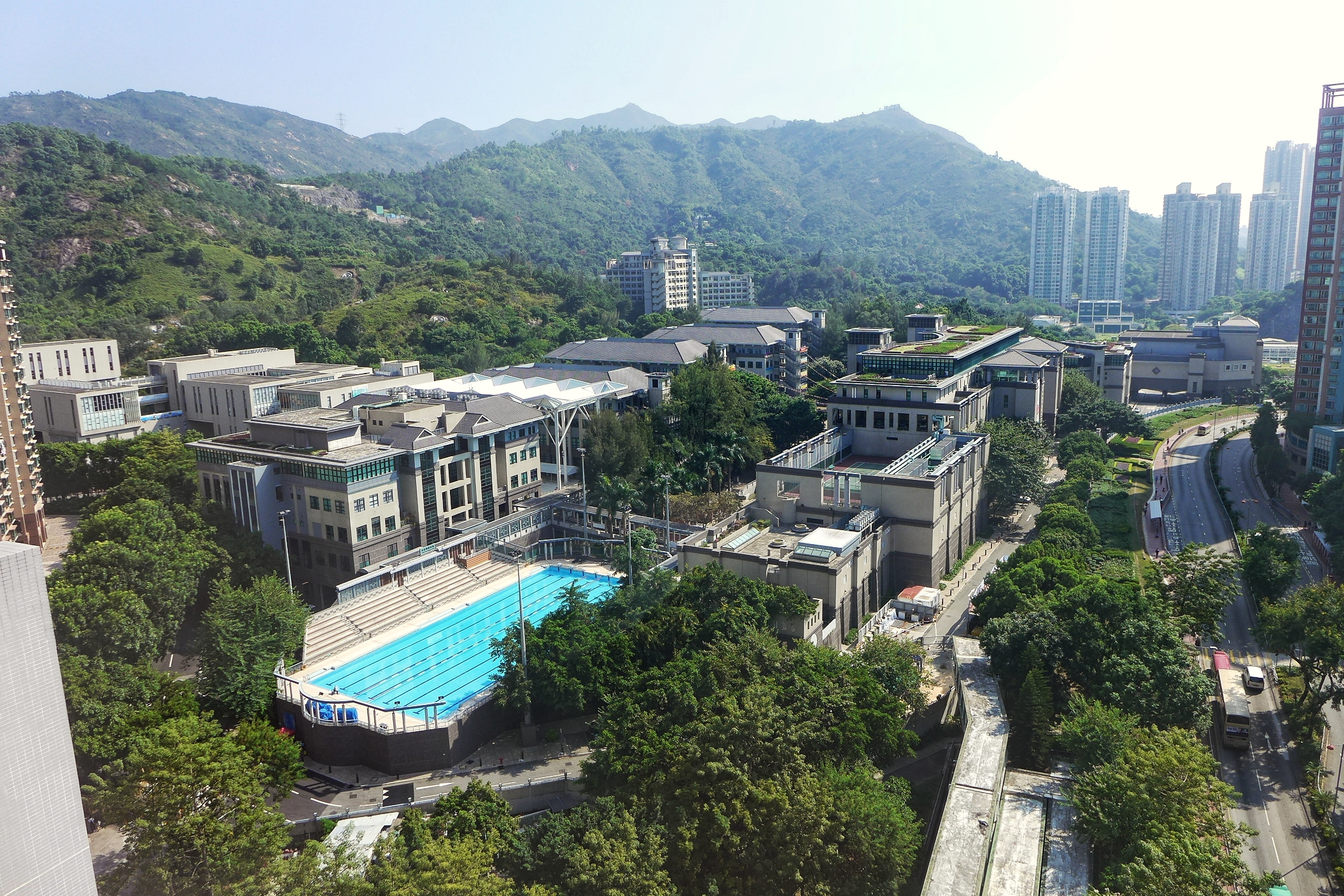
嶺南大學屯門虎地校舍全貌

嶺大在2020年研究評審工作中，在人文、商科和社會科學的研究獲評為「世界領先水平」（四星）和「國際卓越水平」（三星），這是大學致力提升其國際化和研究環境的成果。研究評審工作由香港大學教育資助委員會以國際基準，確定本地公立大學的相對優勢領域。嶺大於會計學、社會學及人類學、社會工作學及社會政策和哲學的研究，達世界領先水平的比例為全港之冠及第二。
此外，嶺大在QS之星大學評級系統中榮獲量高的5星＋殊榮，肯定了大學在「提供優質教育和進行高影響力研究方面的全球領先地位」。
研究資助成績卓著
嶺南大學的頂尖學者和科學家積極從事世界領先的跨學科研究和知識轉移，凝聚學術界和社會的力量，並轉化為實際影響。嶺南大學學者在香港研究資助局2023/24年度的「優配研究金」及「傑出青年學者計劃」中繼續取得耀目的成果，彰顯出類拔萃的研究成就。今年一共有42個獲得「優配研究金」和「傑出青年學者計劃」資助的項目，撥款總額達2,080萬港元，創下大學多年來的最高紀錄。這些成果代表著資助金額按年躍增三成，獲資助的項目數量亦錄得近百分之十四的增幅。
特別值得一提的是，嶺大在競逐「傑出青年學者計劃」資助的成功率達百分之四十七，冠絕今年全港八所公帑資助大學，高於學界平均的百分之三十五點六。其中一個「傑出青年學者計劃」項目更贏得競爭激烈的「傑出青年學者獎」，在全港僅七個得獎項目中佔一席位。
至於「優配研究金」，與去年相比，嶺大在獲得資助項目數量增加了百分之二十七，在撥款額度方面則上升了五成。

### 排名聲譽
自2014開始，嶺南大學入圍QS世界大學排名的綜合排名榜，在2016年的QS亞洲大學排名躍升至109位，而在同年的QS亞洲大學排名，嶺南大學上升至名列第100名，屬亞洲大學中最佳的前1%。嶺大在2018年的QS世界大學排名入選600強，嶺大於2018年QS亞洲大學排名位列100，嶺大與另外六間教資會資助院校（港大、中大、科大、城大、理大及浸大）同時登上QS世界大學排名及QS亞洲大學排名兩個綜合大學排名榜。至2025年，嶺南大學在2026年QS世界大學排名列第701-710名及於2025年QS亞洲大學排名名列第188名。2021年SCImago期刊排名发布，嶺南大学位列全球科研能力排名（Research Rank）441位，躋身全球500強。
至2020年，嶺南大學首參與THE全球大學影響力排名，在「優質教育（Quality education）」排行第2位，僅次於丹麥的奧爾堡大學。嶺大同時分別在「無貧窮（No Poverty）」及「體面工作和經濟增長（Decent Work and Economic Growth）」全球排第48位和71位。總排名方面，嶺大則與去年位列第60位的浸會大學，同樣位列第101至200位。排名根據研究（research）、拓展（outreach）及管治方式（stewardship）三方面衡量各大學的表現，今年首度涵蓋全數17項聯合國「可持續發展目標」，較去年多出6項目標。今年有來自89個國家及地區、共857間大學打入總排名或分項排名。截至2023年，嶺大再度名列前茅，在THE全球大學影響力排名「優質教育（Quality education）」中保持在全球第2名，足證其以優質教育領先全球的實力。

### 優配研究金
嶺大申請的「優配研究金」項目，在八間資助院校之中排行第二，成功率達 36.1% （各院校平均成功率的 34.9%），當中：
- 人文學及社會科學（學科小組）：成功率達 47.4%，為八大院校之冠，亦高於各院校平均成功率的32.7%。
- 人文學及創意藝術：成功率達 80%，為八大院校之冠；各院校平均成功率為40.6%。
- 機械、生產及工業工程：成功率達 50%，與另一所大學並列第二。
- 教育：成功率達100%，各院校平均成功率為34%。

### 傑出青年學者計劃
嶺大申請的「傑出青年學者計劃」項目，在八大院校中排名首位，成功率達 71.4%，（各院校平均成功率為 39.9%），當中：
- 人文學及社會科學（學科小組）：成功率達 66.7%，在八大院校中排首位；各院校平均成功率為 34.3%。
- 人文學及創意藝術：成功率達 100%，各院校平均成功率為47.8%。在這科目範圍，嶺大獲得的總撥款排第三位。[32]
- 商學（包括經濟學）：成功率達 100%，各院校平均成功率為33.8%

### 昔今成就
- 嶺南大學誕生於1888年的廣州，曾於四十年代彙集了陳寅恪、容庚、王力等國寶級人文學者，是中國的文史學重鎮之一。1952年，嶺大因中國教育政策轉變而解體，其後由嶺大校友會在香港復建，1999年正式復名為嶺南大學。
- 嶺大為香港八所法定公立[[[Wikipedia:格式手册/链接#章節|錨點失效]]]大學之一，專注於人文社會科學，推行博雅教育。嶺大現為世界博雅學府聯盟成員，並於2015年獲《福布斯》雜誌列為亞洲十大頂尖博雅學院之一。
- 嶺大哲學系素來享負盛名，在美學、分析哲學等領域的學術成就被譽為亞洲最頂尖之一，其在QS學科排名中位列全球第102名，其論文影響力及引用率評分進入亞洲前三。
- 嶺大商學院亦為國際商管學院促進協會(AACSB)認證成員，是世界頂尖5%的商學院之一。在香港八間有開設商學院的法定大學當中，有七間有AACSB認證，因此在設有商學院的法定大學當中只有一間院校未能取得相關認證。[33]
- 嶺南大學於2015年獲美國《福布斯》評選為「亞洲十大頂尖博雅學府」之一[34]。
- 2016年，嶺南大學與倫敦大學學院、上海交通大學、澳大利亞國立大學等共十所大學聯手創建全球規模最大的高教研究所「全球高等教育中心」。
- 2017年，嶺南大學與另外14間亞洲博雅教育學府成立「亞洲博雅大學聯盟」, 用以在亞洲推廣博雅教育。
- 2018年，嶺大商學院的工商管理（榮譽）學士 - 風險及保險管理課程獲國際保險學會頒發2018年度「全球優秀保險學科」，成為該年度全球九所得獎院校之一。[35]

## 校徽校歌

### 校徽釋義
嶺南大學校徽由已故的廣州嶺南香港分校首任校長及校友司徒衛設計，於1911年開始使用。白雲山表達人生最高理想；珠江是嶺南教育的傳承；荔枝樹充滿果實，象徵對實現「為神為國為嶺南」的承擔；小徑代表默默耕耘與邁向未來的道路。

### 校歌及有關歌曲
嶺南大學校歌曲譜取材自美國民謠《安妮·莱尔》，由亨利·S·湯普森於1857年作曲，葛理佩 （Henry Blair Garybill）填詞（原文為英文），陳輯五譯寫中文歌詞。歌詞可參看嶺大網頁（页面存档备份，存于）。
除校歌外，該校亦有不少有關嶺南校園生活的歌曲，其他嶺南大學歌曲包括：〈高飄嶺南旗〉、〈勇猛紅灰獅子〉、〈嶺南之龍〉、〈嶺南哄倒〉、〈嶺南人〉、〈嶺南大學〉、〈嶺南晚歌〉、〈嶺南凱旋歌〉、〈嶺南歡呼〉、〈嶺南精神萬歲〉、〈嶺南戰歌〉、〈南大一家親〉、〈南大青年〉、〈懷念母校歌〉、〈歡祝大嶺南〉、〈全心為嶺南〉、〈大嶺南〉、〈令我等在嶺南〉、〈紅灰出佂〉、〈紅灰獅子〉、〈紅與灰〉、〈A Song For Old Lingnan〉、〈Cheer For Old Lingnan〉、〈Lingnam Will Shine〉、〈The Dragon of Lingnan〉、〈The Red and The Gray〉、〈Victory song〉、〈我們回嶺南〉、〈白雲山〉、〈美哉河南島〉、〈了不得〉、〈別母校歌〉、〈別母校歌II〉、〈接續競走〉、〈畢業歌〉、〈龍舟歌〉、〈勝利之歌〉、〈童軍進行曲〉

## 校園設施

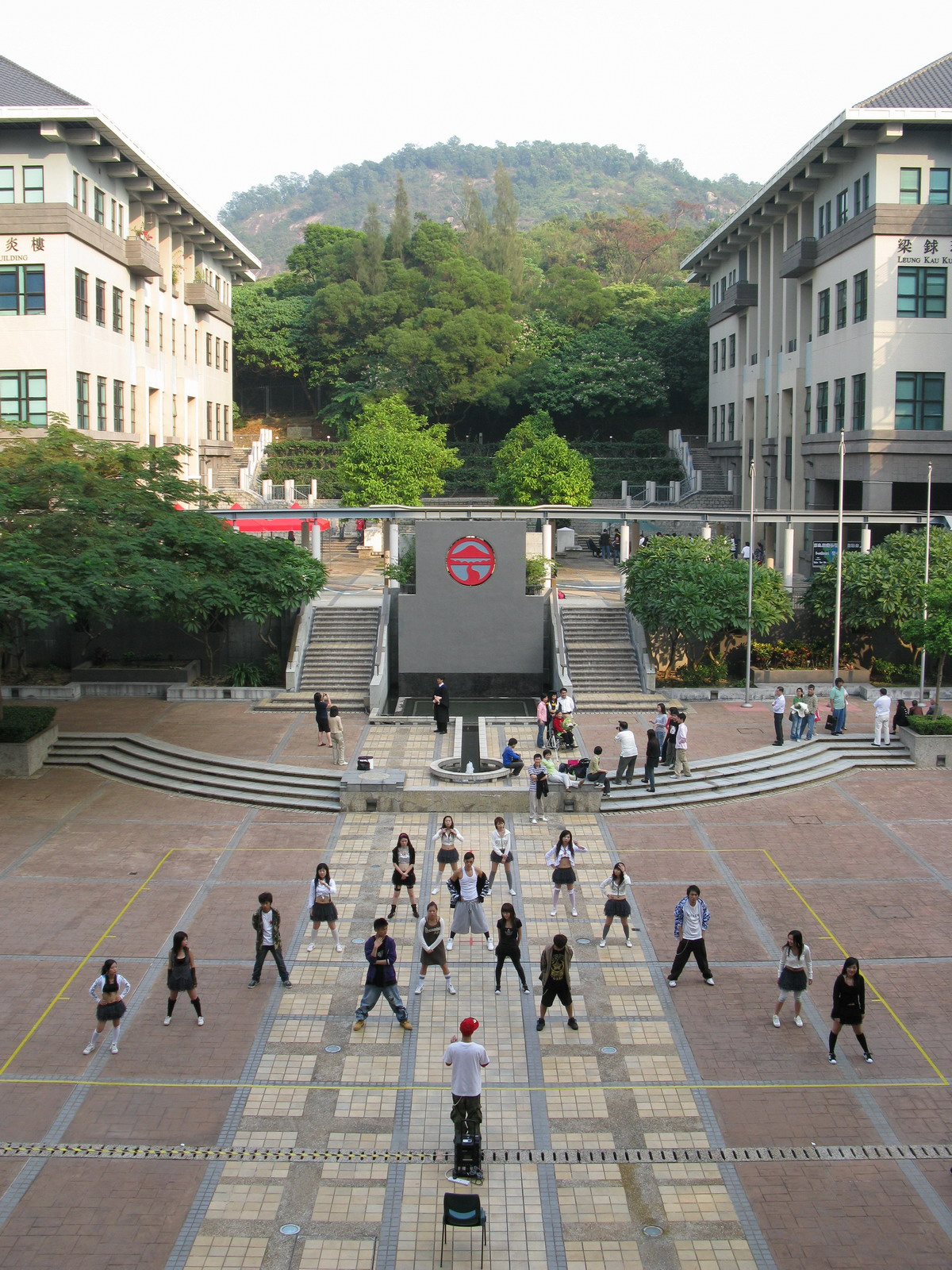
永安廣場是學生舉行集會等活動的場地

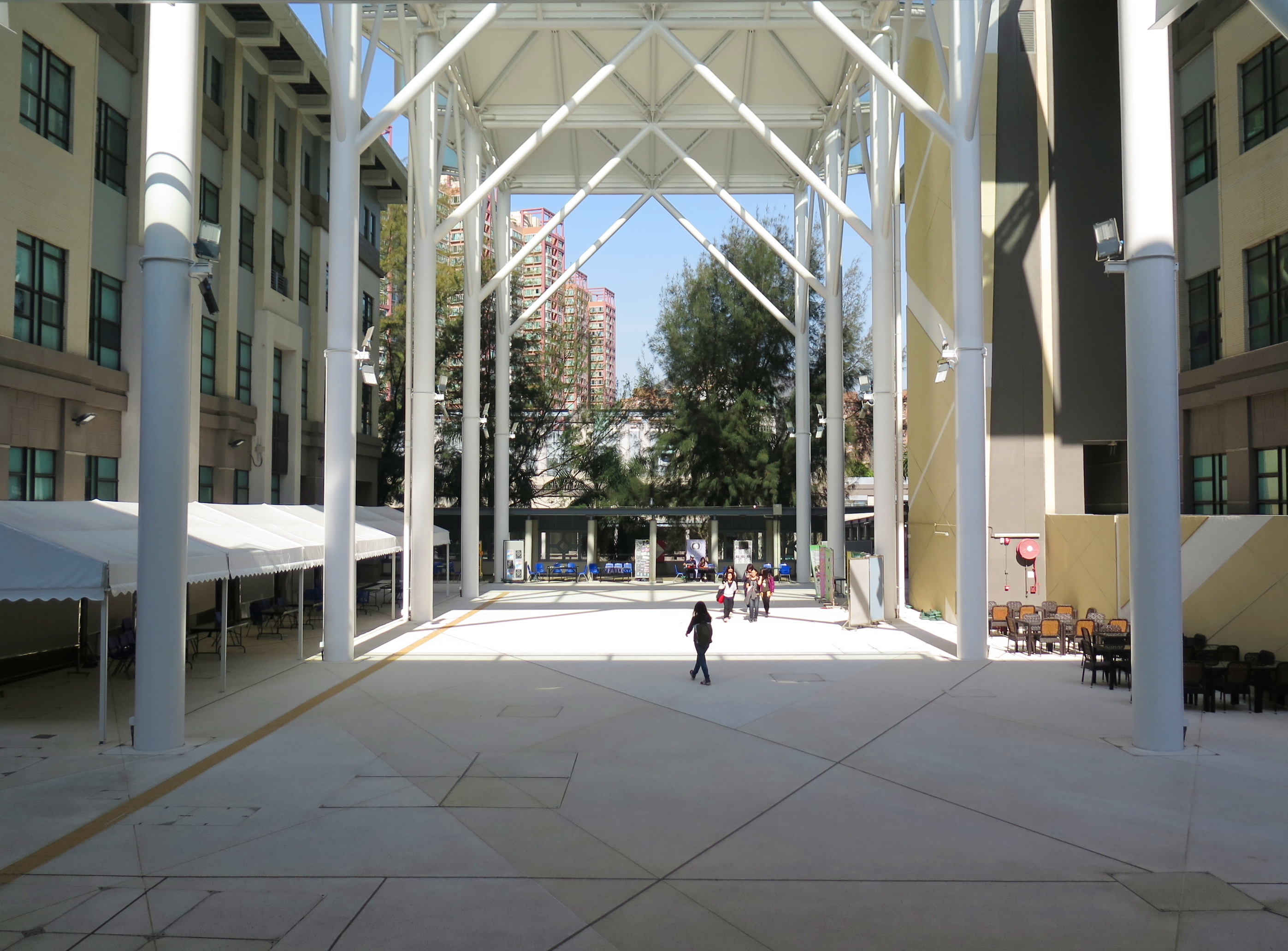
2014年新建的天幕

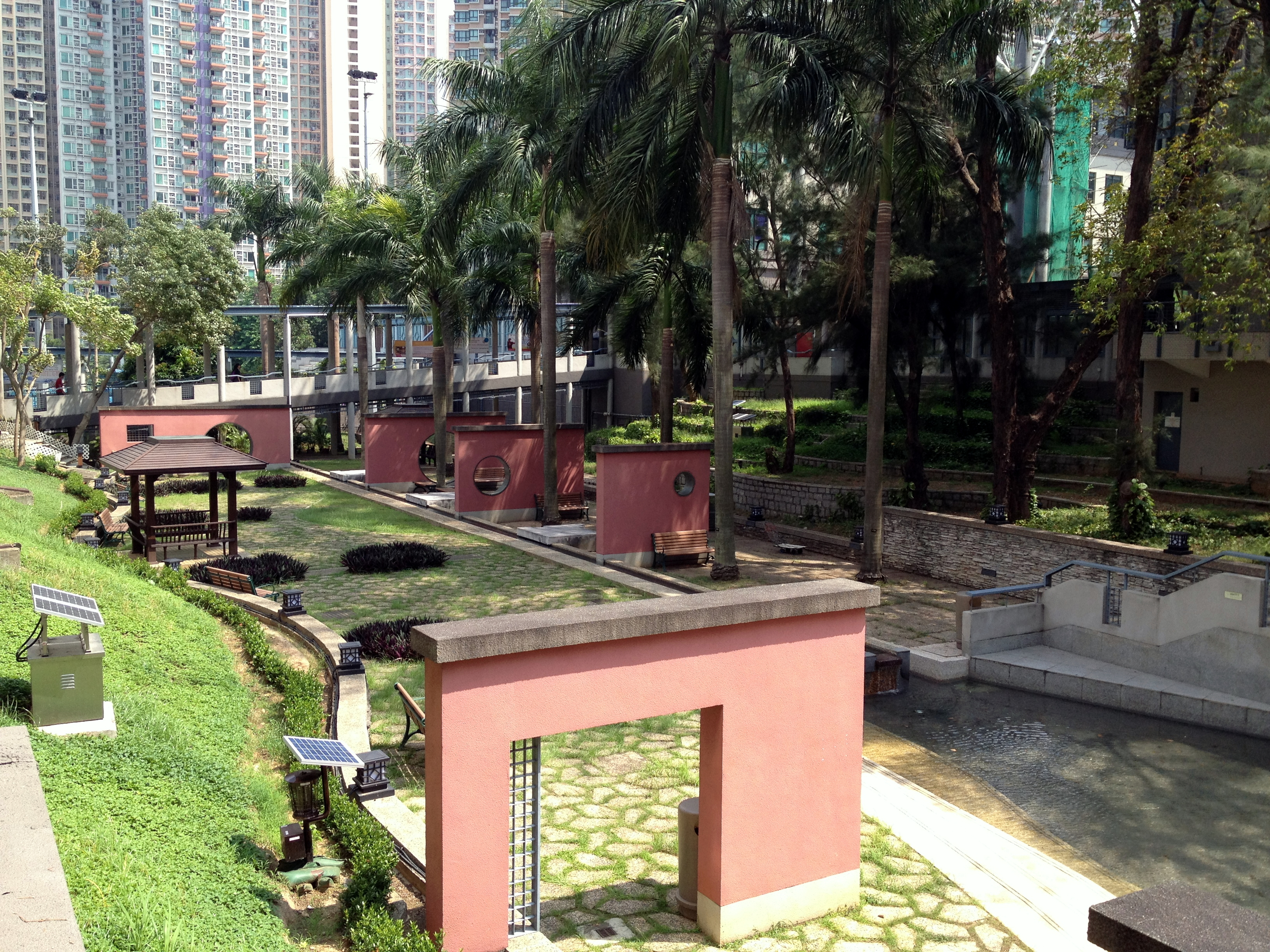
現代花園

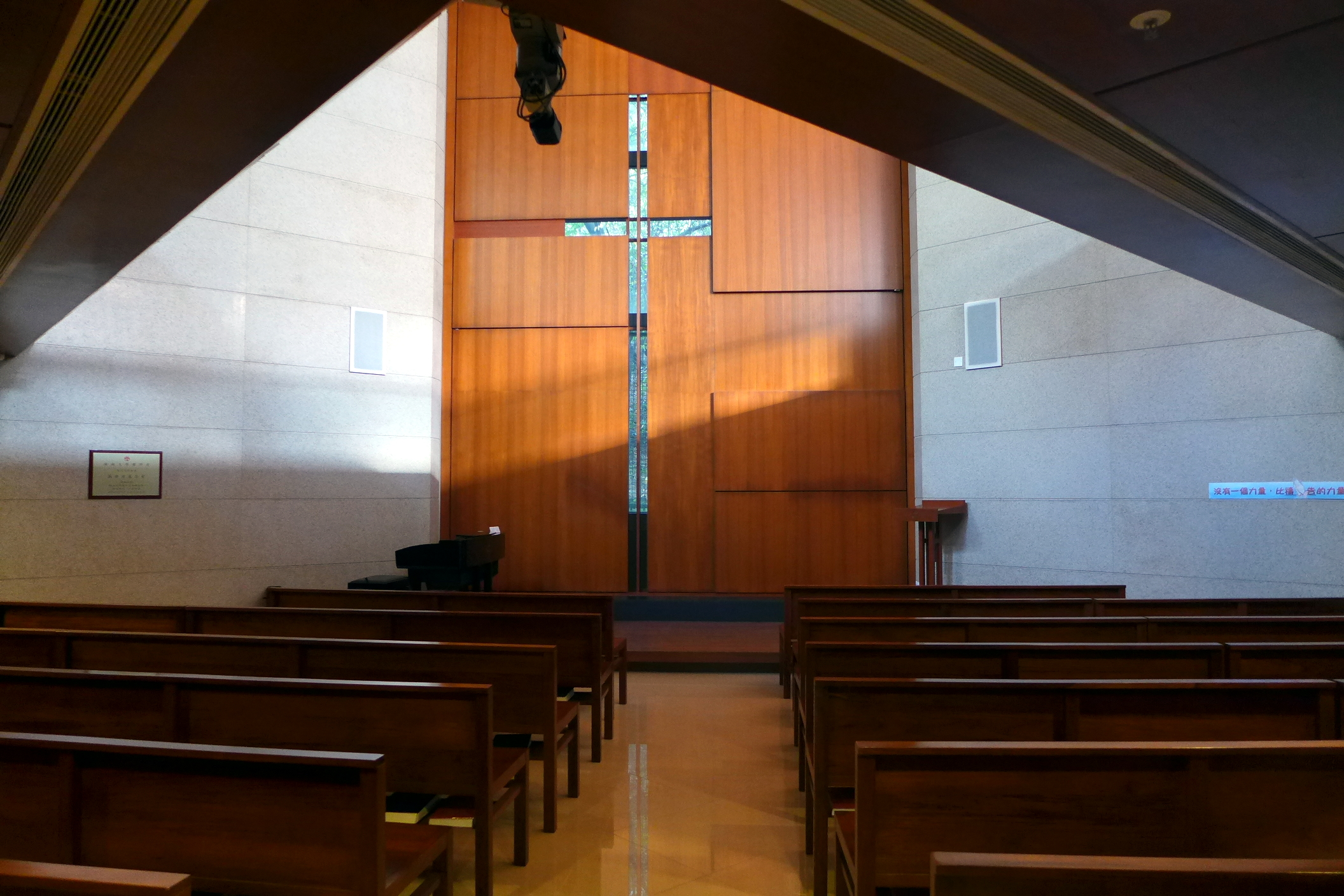
新教學大樓內的禮拜堂

現校園於1995年10月落成，1996年2月14日由港督彭定康主持嶺南學院屯門新校園啟用典禮。校園由著名建築公司巴馬丹拿（P&T Group）中專責教育機構建築設計的陳祖聲建築師設計，並由德榮建築有限公司承建，曾於1996年獲得「香港建築師學會優異獎」及1997年「環保建築大獎」。校園曾於2003至2004年進行擴建，2010年至2013年進行大型翻新工程。設計方面，樓宇佈局仿照廣州舊嶺南大學，但用色則參考同一公司設計、在較早時間完工的新加坡管理學院主樓。
由2019年12月反修例運動起，校方禁止公眾進入校園，出入口均有保安看守，職員和學生需要拍卡和出示證件才能進入校園。訪客需要經過校方審核才准進入。嶺大稱因為疫情仍然持續，為保障同學和教職員的健康，故設相關出入管制措施。
李運強教學大樓（MB）
教學大樓前稱「主樓」，原樓高3層，地面設多間演講廳、東亞銀行及書店（已結業）。一樓至二樓為鄺森活圖書館及資訊科技服務中心後勤辦事處。到了2003至2005年主樓進行擴建及翻新工程。大樓加建了兩層，增設多一層圖書館、設「梁方靄雲藝術廊」、人力資源部辦事處及頂層設電腦室、自修中心和圖書館辦事處。
主樓於2011年5月改稱為李運強教學大樓，但英文保留MB簡稱。

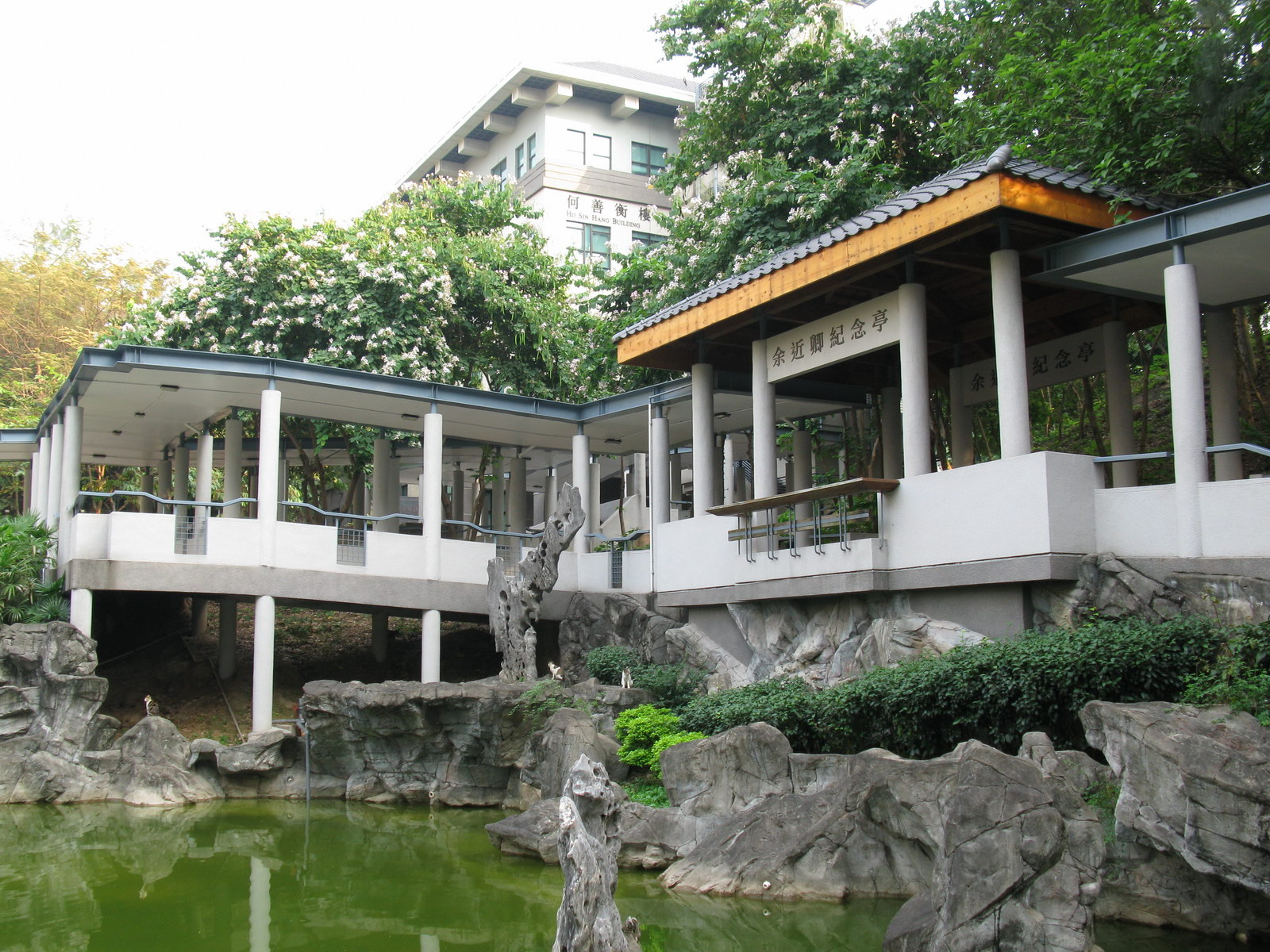
余近卿紀念亭
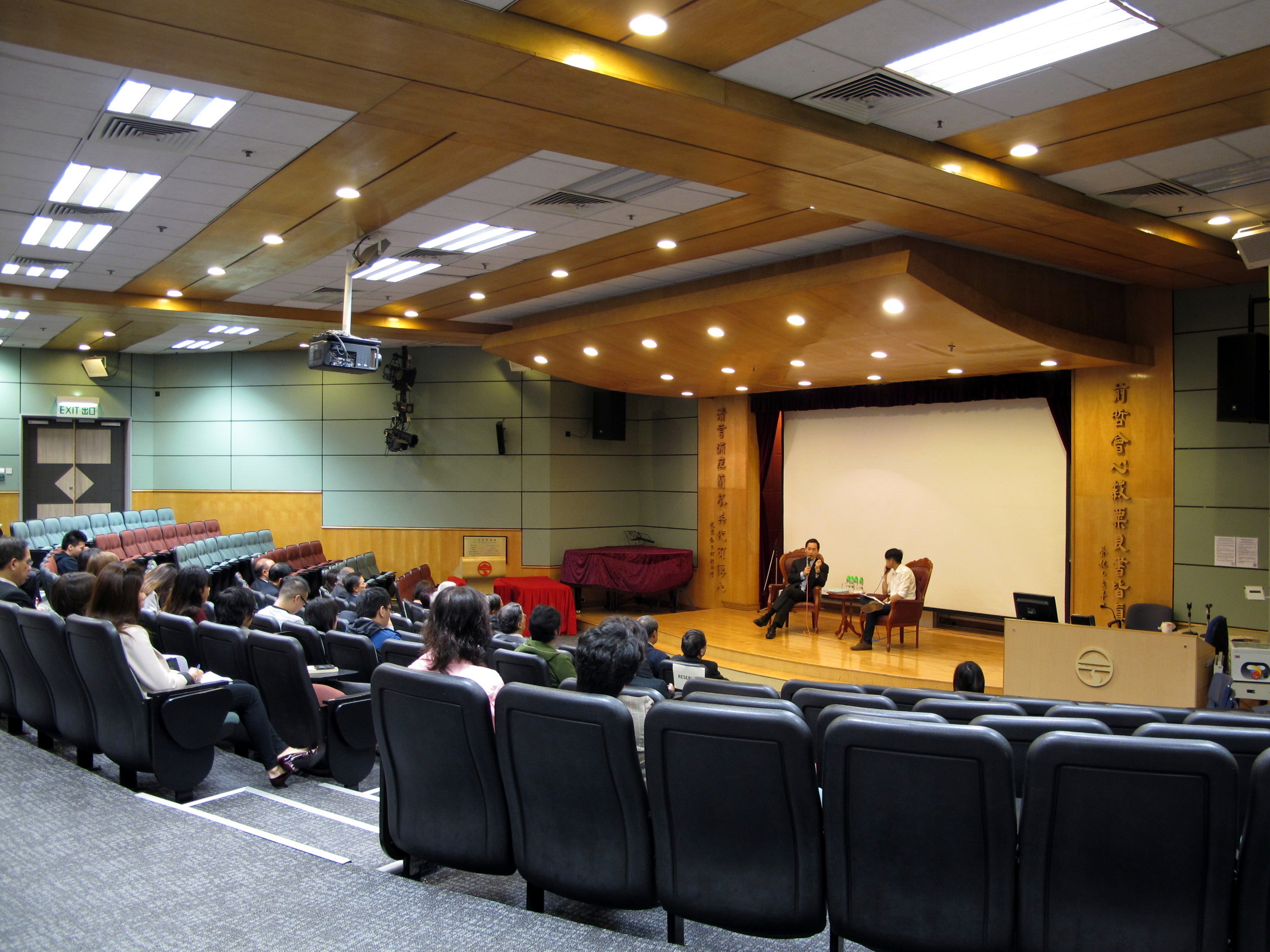
MBG22為最大的演講廳
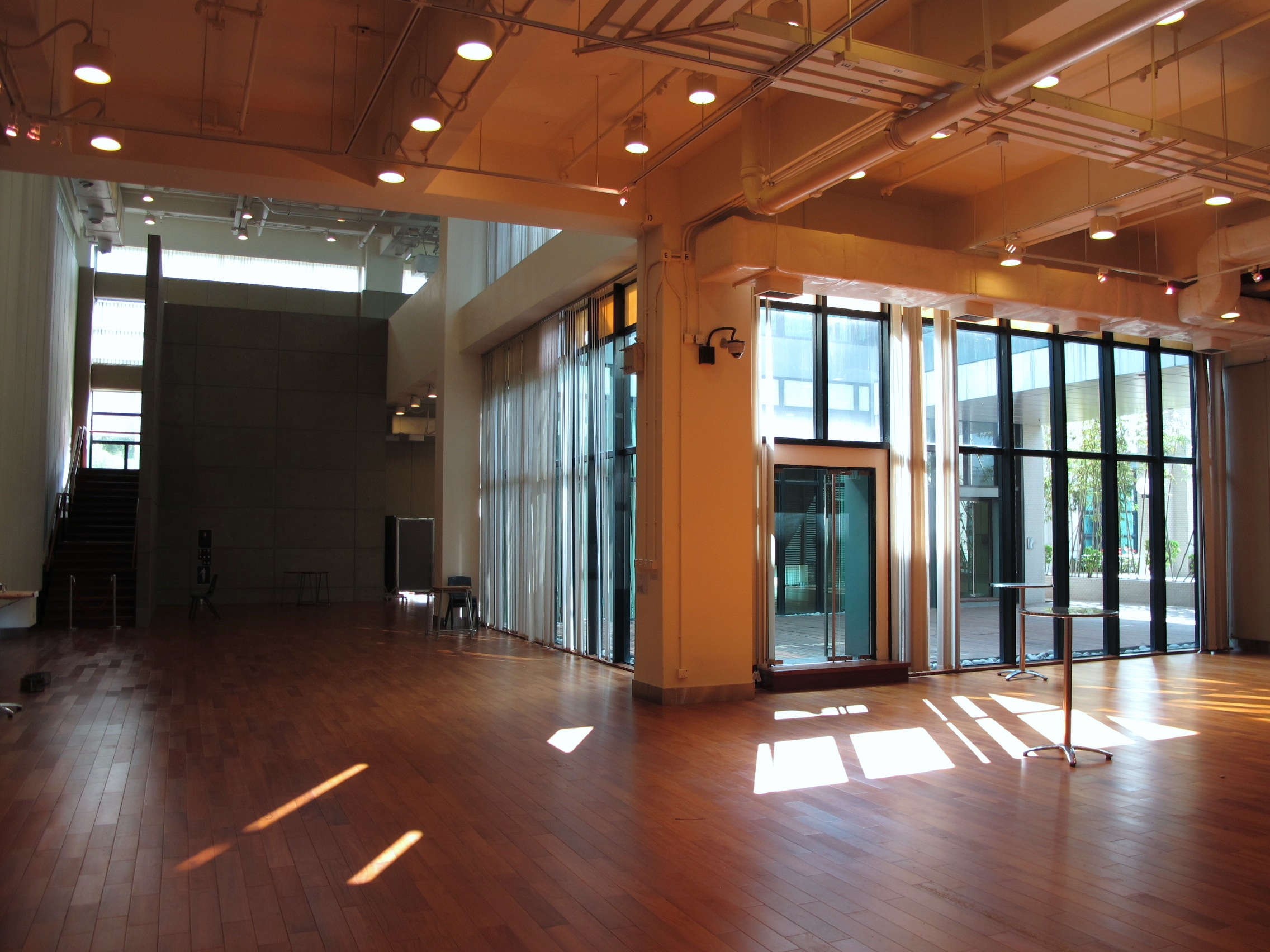
2樓梁方靄雲藝術廊
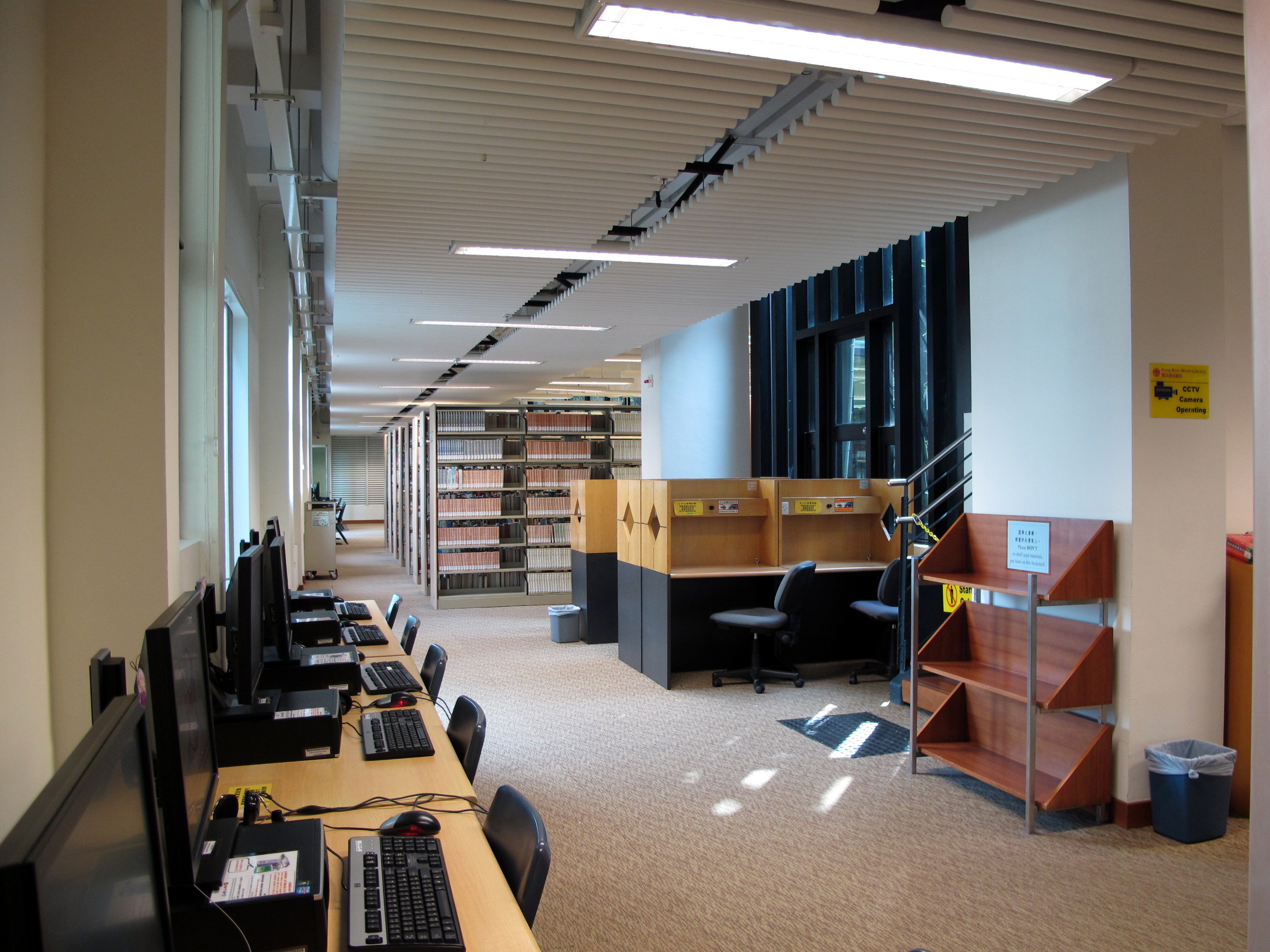
3樓圖書館
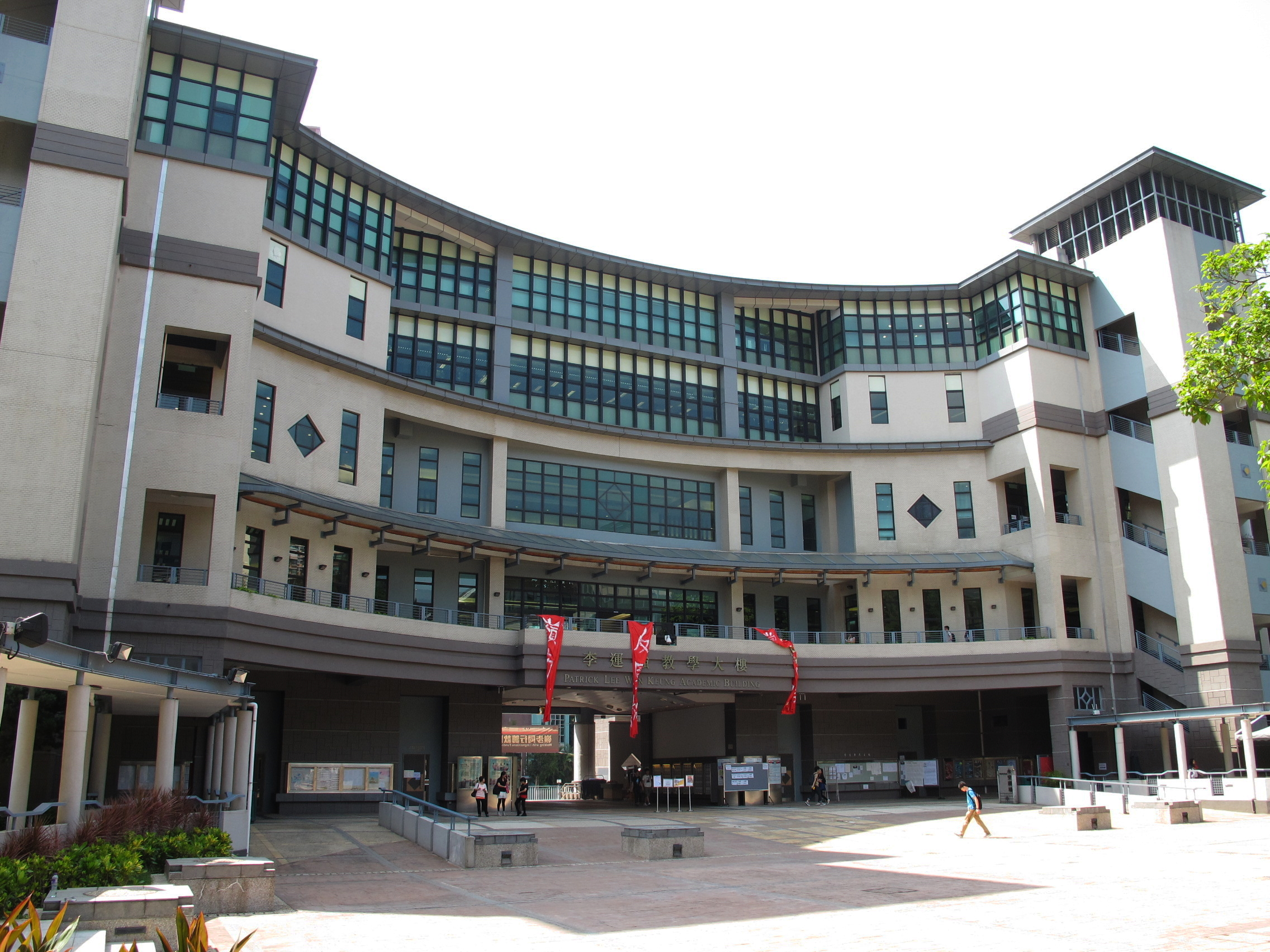
李運強教學大樓外貌

黃氏行政大樓（AD）
大樓樓高3層，為行政部門的辦事處。包括教務處、保安控制室、校董會議室、以至校長室等。
陳德泰大會堂
大會堂於1999年落成，可容納1,031位觀眾；其外觀設計局部仿傚中國銀行大廈基座。學校會使用大會堂舉辦各類型活動，如每年一度的學院迎新日、學位頒授典禮及大學論壇。公眾人士亦可租用大會堂作如舉辦講座及音樂會等。
綜合運動大樓（SP）
運動大樓於1996年5月揭幕，大樓樓高3層，地面設籃球場（成龍體育館）、壁球室、活動室和更衣室連接至田家炳游泳池；一樓為主入口、設施管理處辦公處及健身室；二樓為網球場。
康樂樓（AM）
康樂樓樓高4層，地面低層（LG層）為維修地方及垃圾房。地面全層為學生飯堂「泰寧堂」；一樓曾設教職員飯堂、卡拉OK房及診所，但2005年進行擴建工程後改為「嶺南樓」，診所改為系會會室。其餘範圍為兩間活動室、商店「心意社」及影印房；二樓為嶺南教職員會所、學生會會室及系會會室；三樓為林秀樑會議中心及2005年擴建工程後增設的多間活動室，主要作為ILP活動之用。學生飯堂及嶺南樓於2016年進行翻新工程。
到2022年2月，校方表示要翻新1樓和2樓，加上空間屬學校擁有為由，要求將學生會辦公室、各屬會會室、沖曬房、各課程聯會會室、心意社及影印房用地在5月7日前遷出。而翻新後和擴建額外的辦公空間，只會分配予合符合資格的學生組織。校方亦拒絕如何訂明安置學生會及其屬會物資。

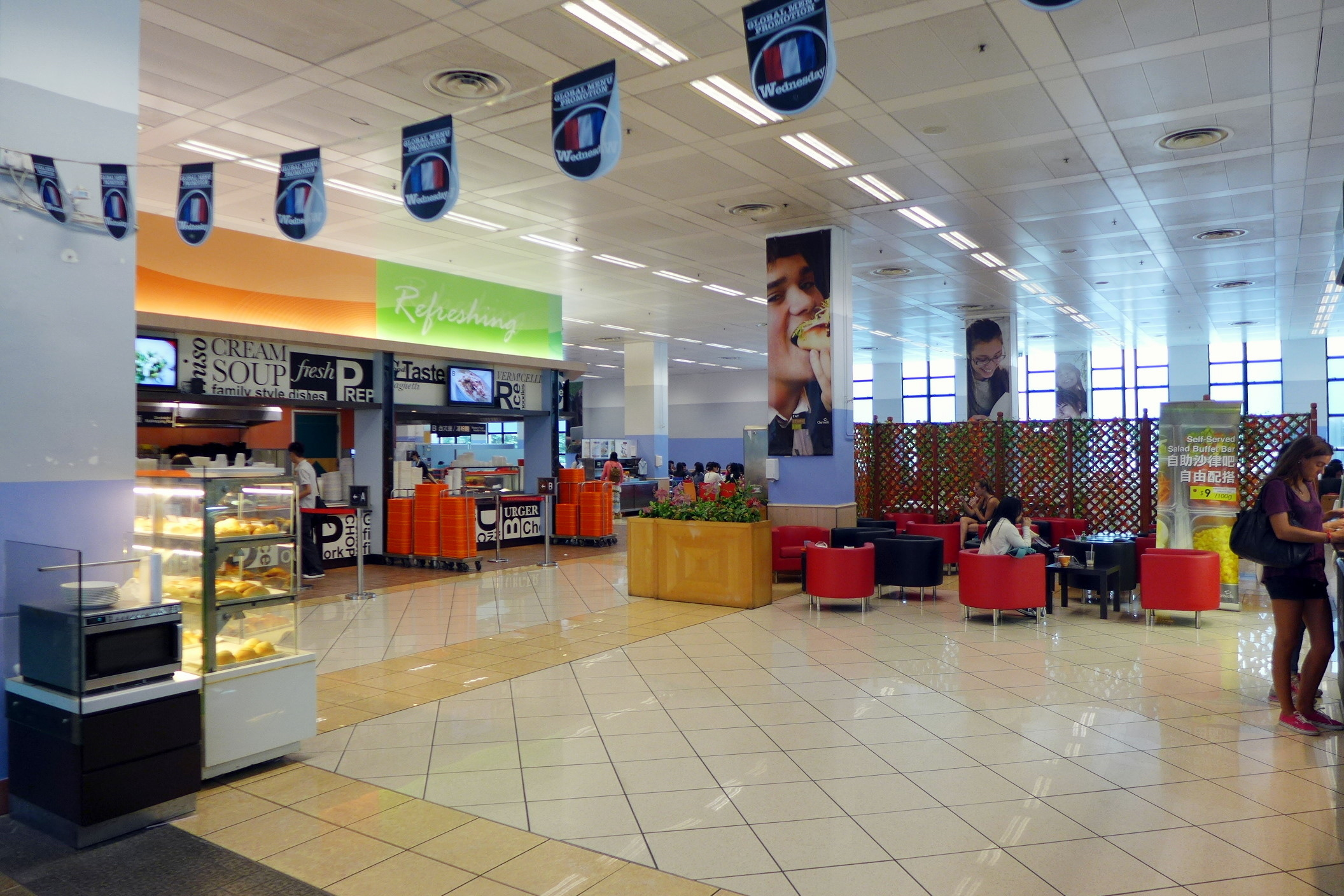
學生飯堂「泰寧堂」
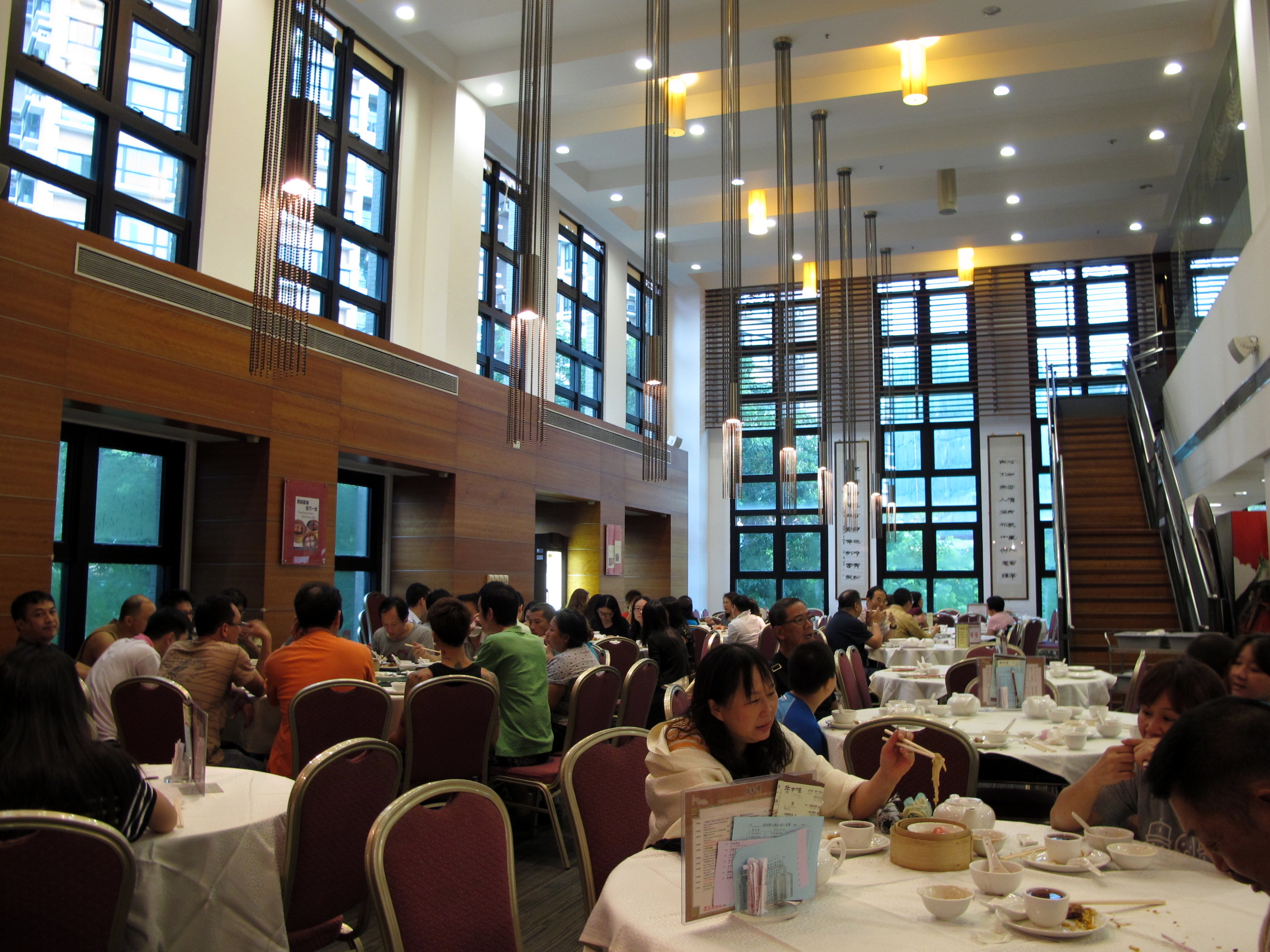
一樓嶺南樓
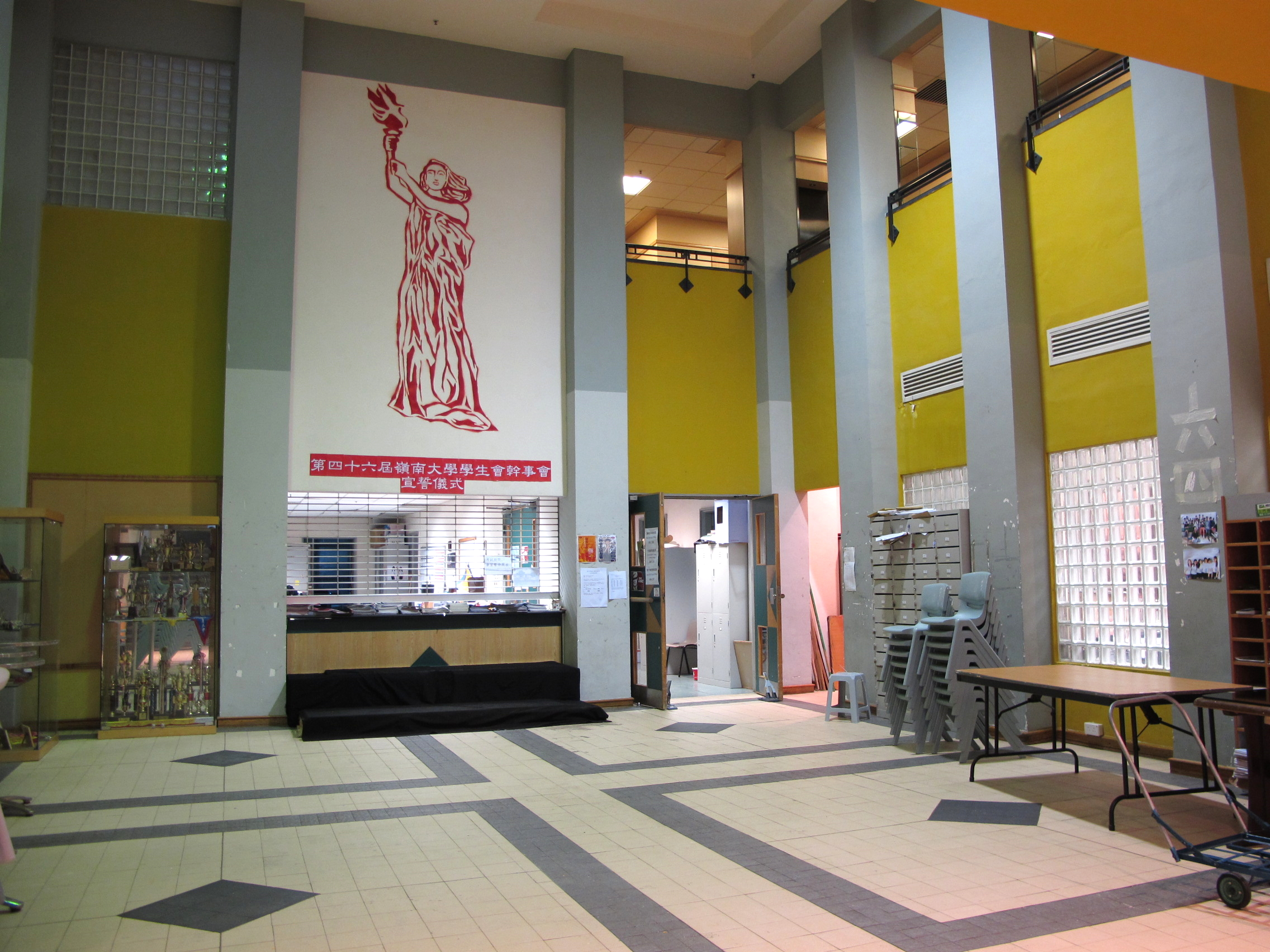
二樓學生會中庭
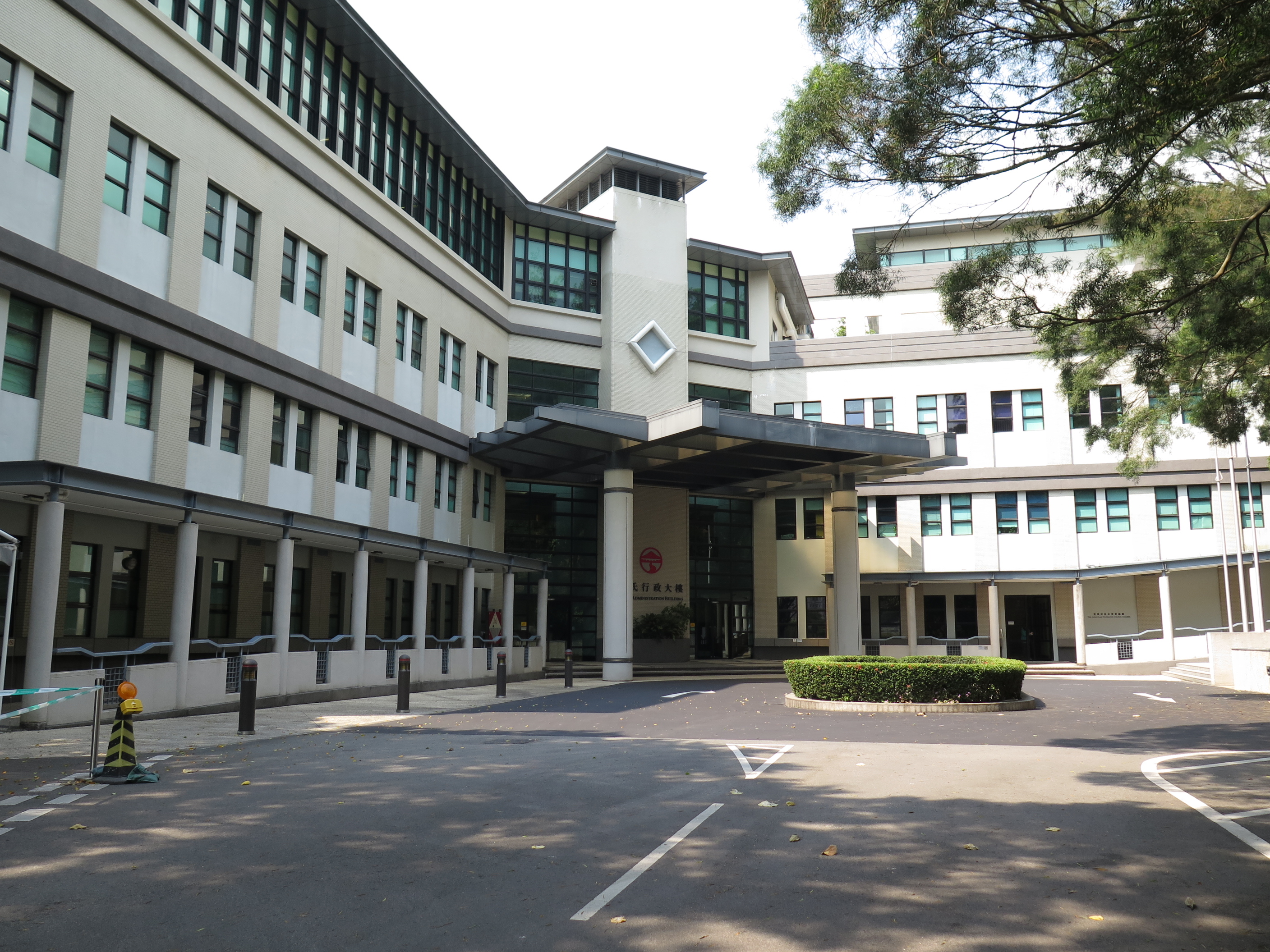
黃氏行政大樓
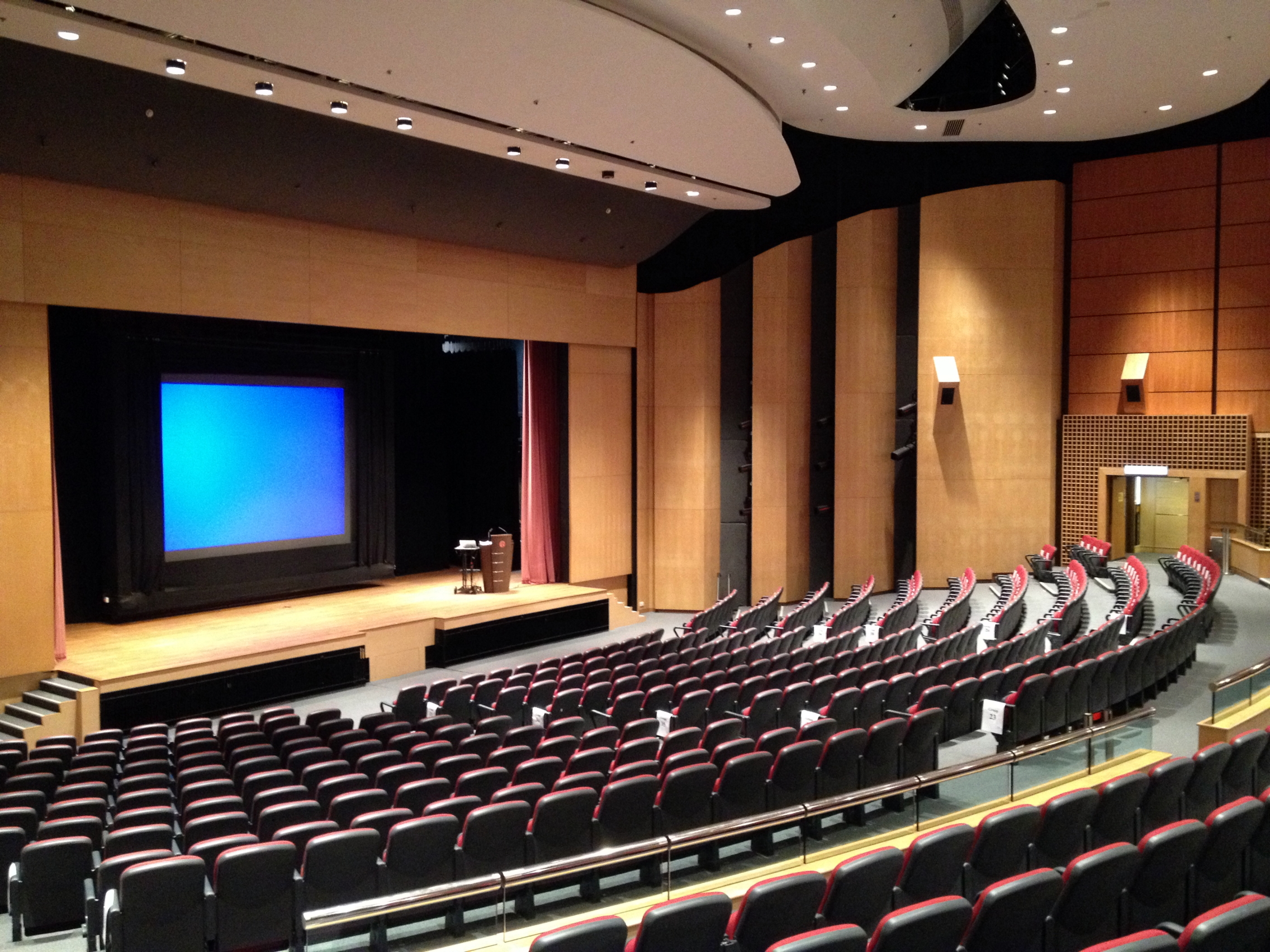
陳德泰大會堂

黃玉蘭樓（WYL）
黃玉蘭樓於2012年前稱「社會科學樓（SO）」。地下全層為學生服務中心；一樓設多間課室；二樓至三樓為社會科學部的教職員辦公處。黃玉蘭樓洗手間及室內通道於2011年進行翻新，而課室亦已於2013年1月尾完成翻新。
林炳炎樓（LBY）
林炳炎樓於2012年前稱「通識教育樓（GE）」。地下設2間演講廳及一間課室；二樓為英語及外語教學中心，並設電視錄影廠；一樓至三樓分別為服務研習處及中國語文教學與測試中心。當中地下演講廳及課室已於2013年1月尾完成翻新。
梁銶琚樓（LKK）
梁銶琚樓於2012年前英文簡稱為「AR」，為文學院學系的大樓，地下為課室、1樓設教職員辦公處、語言實驗室和課室；2樓設電腦室、課室和教職員辦公處；3樓設課室及教職員辦公處。大樓於2011年進行翻新後。除地下保留外，1至3樓改裝為多間課室，為學生上課的集中地。
何善衡樓（HSH）
何善衡樓於2012年前英文簡稱為「BU」。2012年翻新前，地下、2樓及3樓曾設電腦室、1樓至3樓設有課室及商科系教職員辦公處。翻新後主要作為文學院學系教職員辦公處。
新教學大樓（NAB）
新教學大樓於2005年落成，樓高4層，採用現代的建築設計概念。除基本課室及電腦室設施外，亦包括學生會堂、溫習室、禮拜堂及美術室。大樓曾設嶺南書店，不過於2014年結業。到2017年2月改為學生共同經營、以自負盈虧的方式經營的「虎地書室」。大樓主要供嶺南大學持續進修學院學生使用。
郭少明伉儷樓（SEK）
郭少明伉儷樓於2011年至2012年落成，樓高3層。為商科系學生上課的集中地。商科系教職員辦公處亦在該處。上蓋部份為黃浩川堂及伍絜宜堂。地下設學習室，到2018年2月8日命名為「董才興伉儷學習室」。大樓由AD+RG及AGC Design Ltd負責設計。

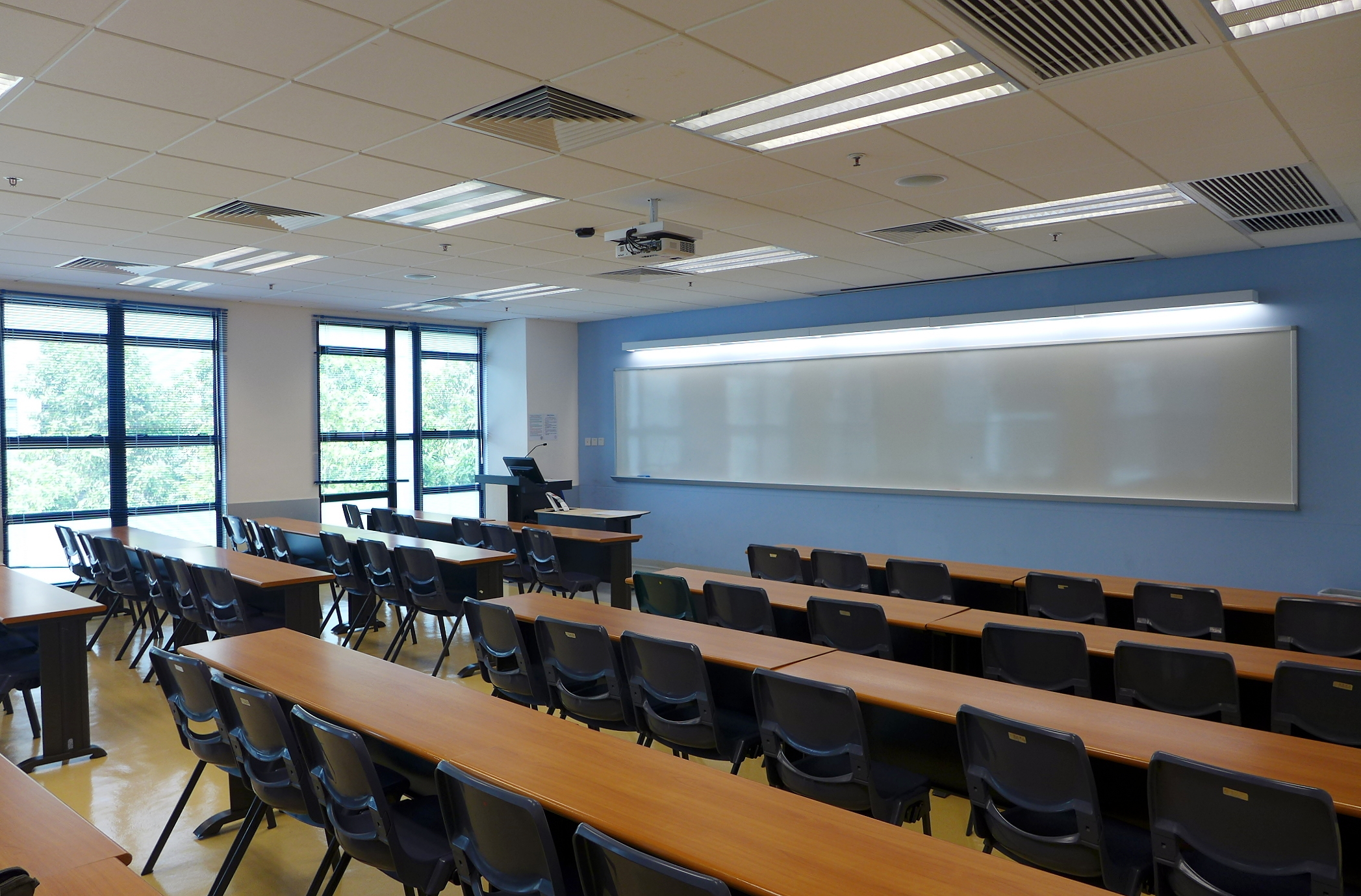
梁銶琚樓1樓課室
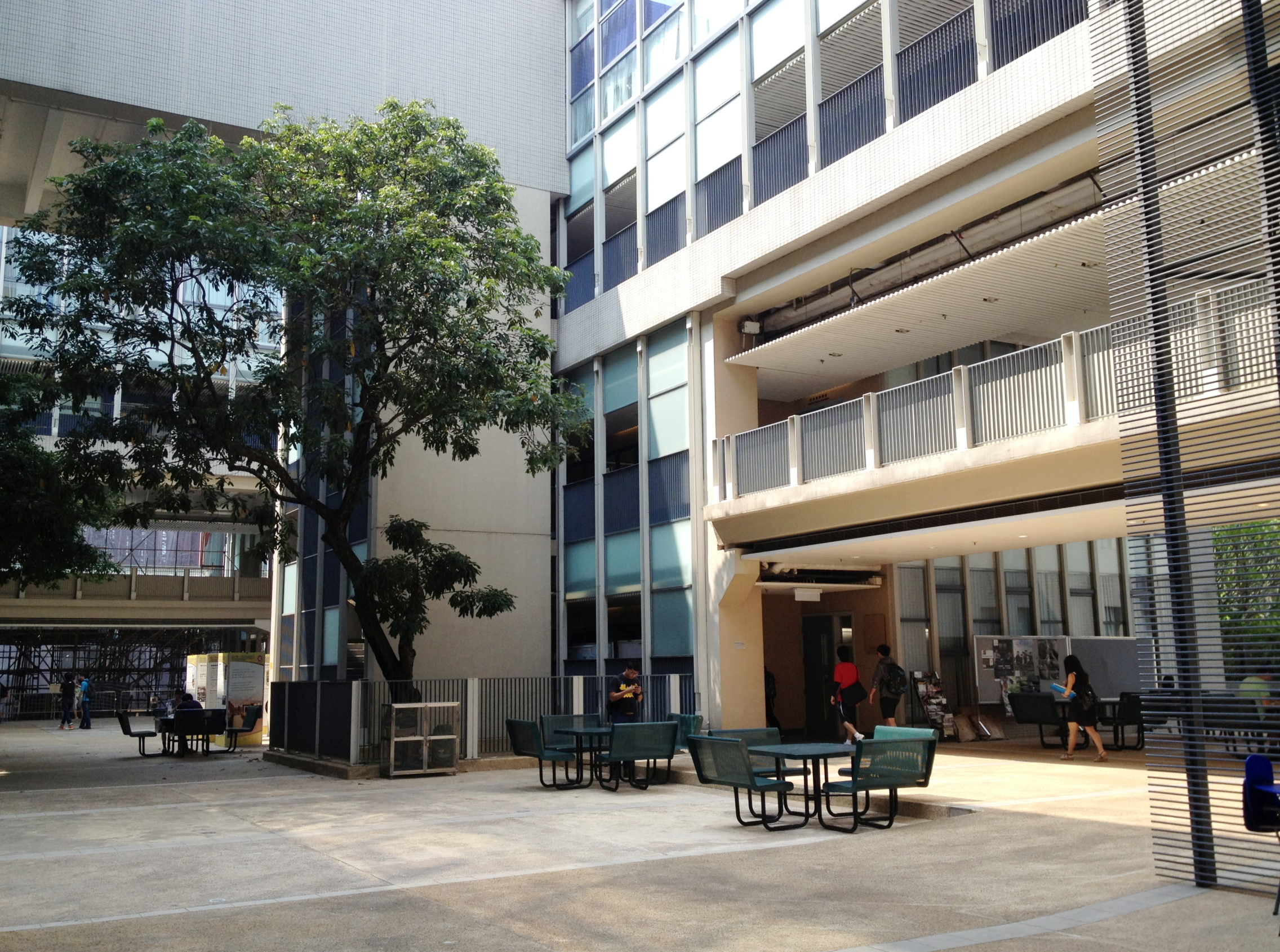
新教學大樓
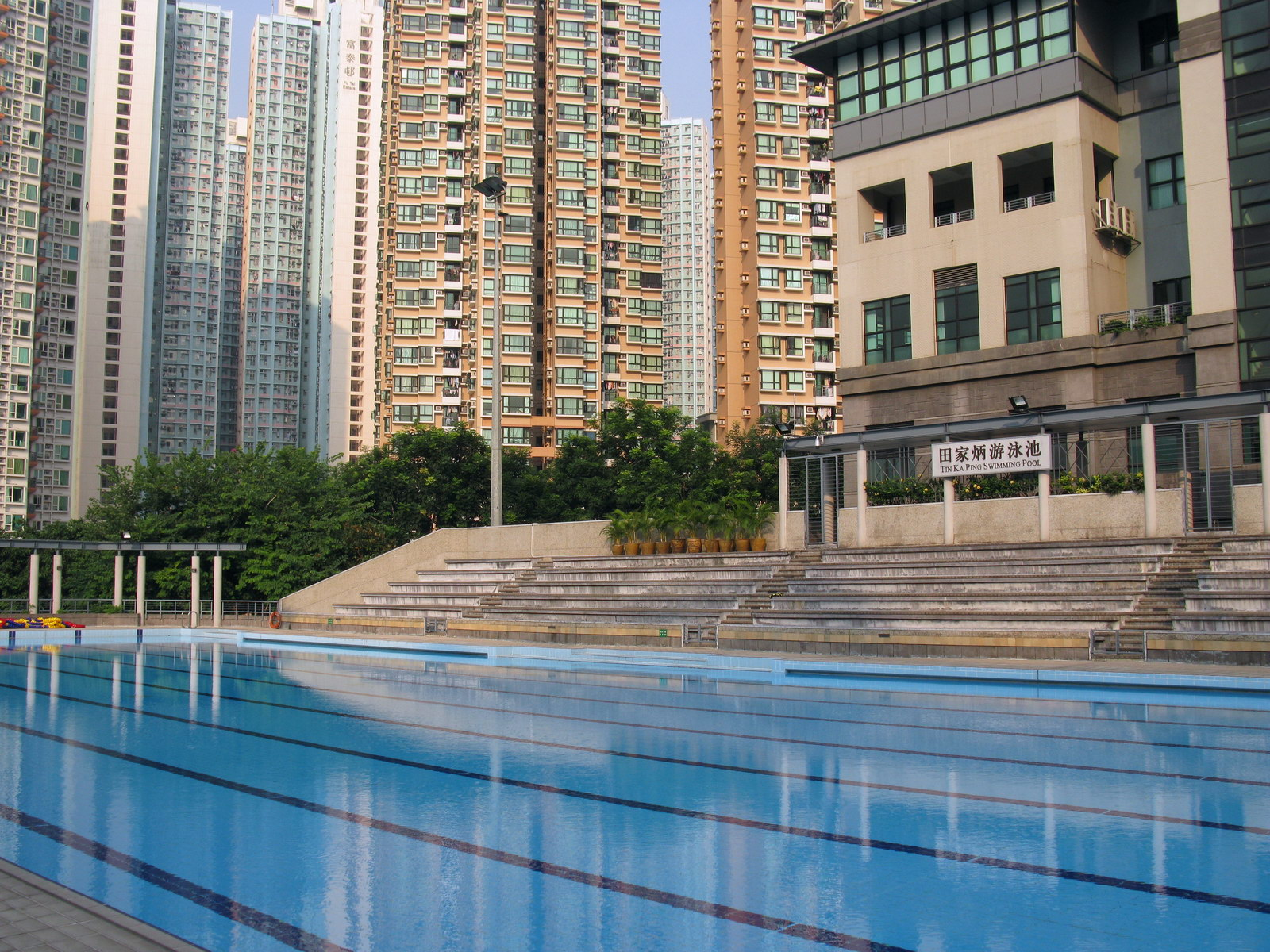
田家炳游泳池
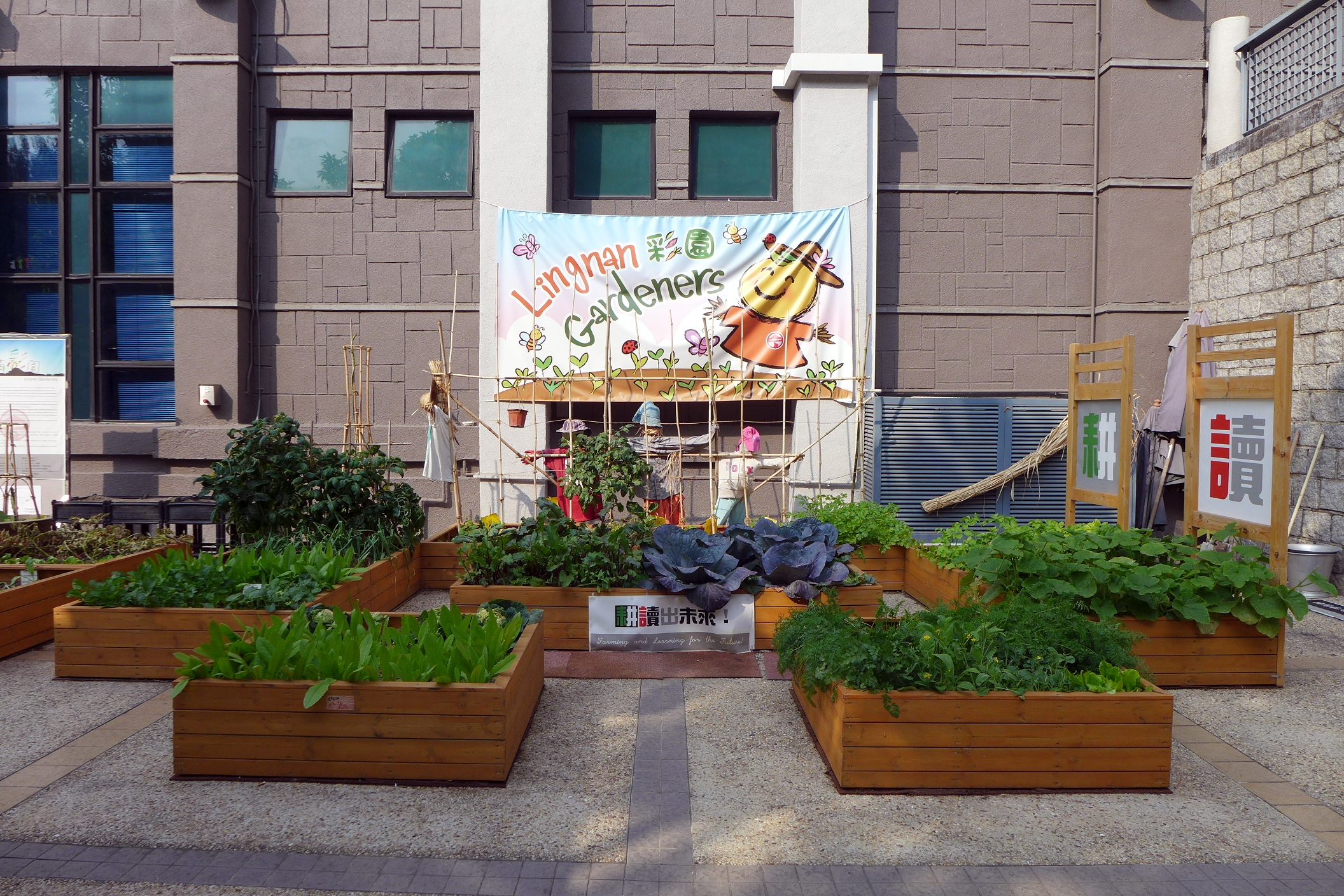
嶺南彩園為2014年10月新設農業種植區，推動校園耕作
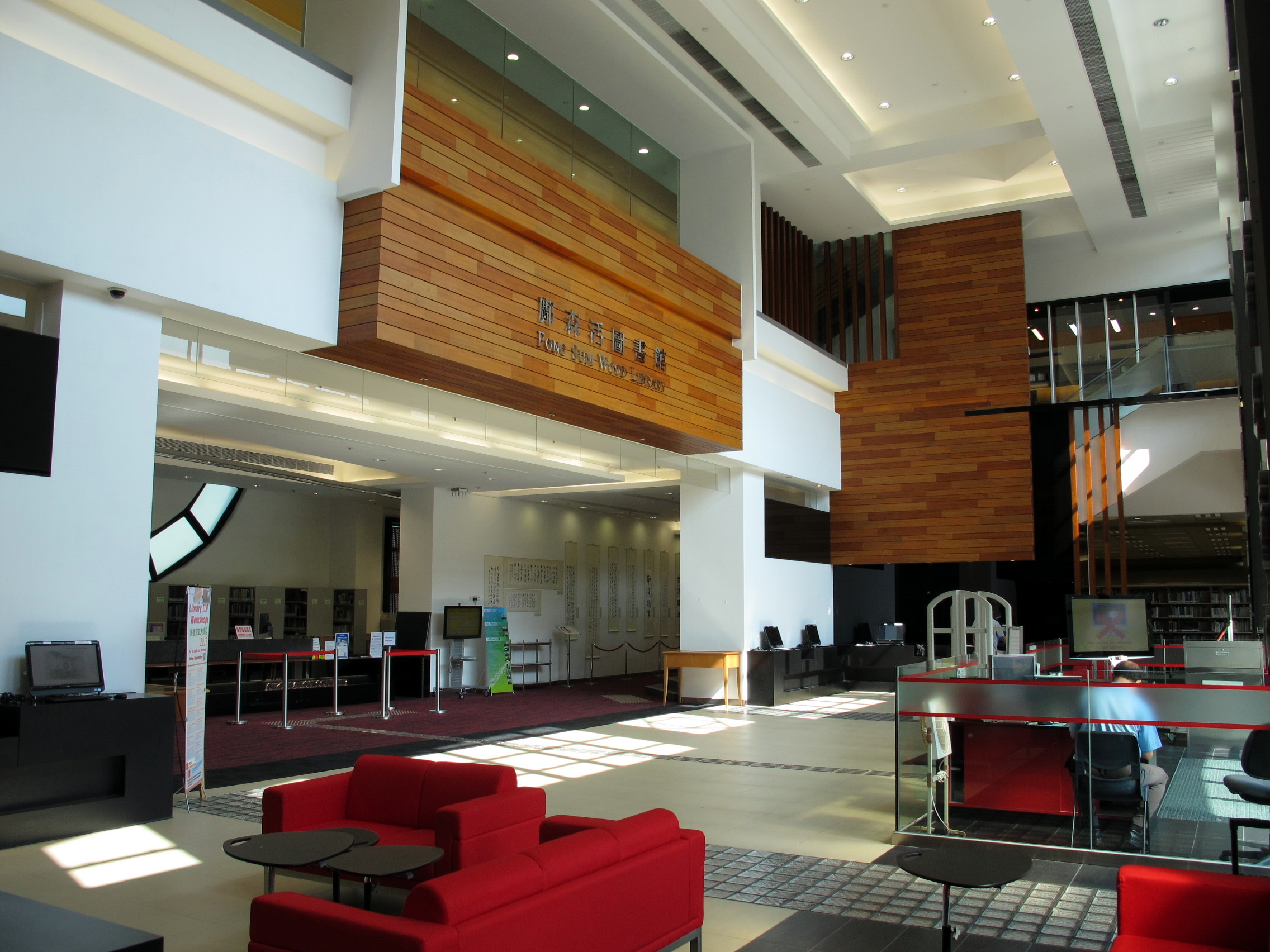
圖書館入口大堂
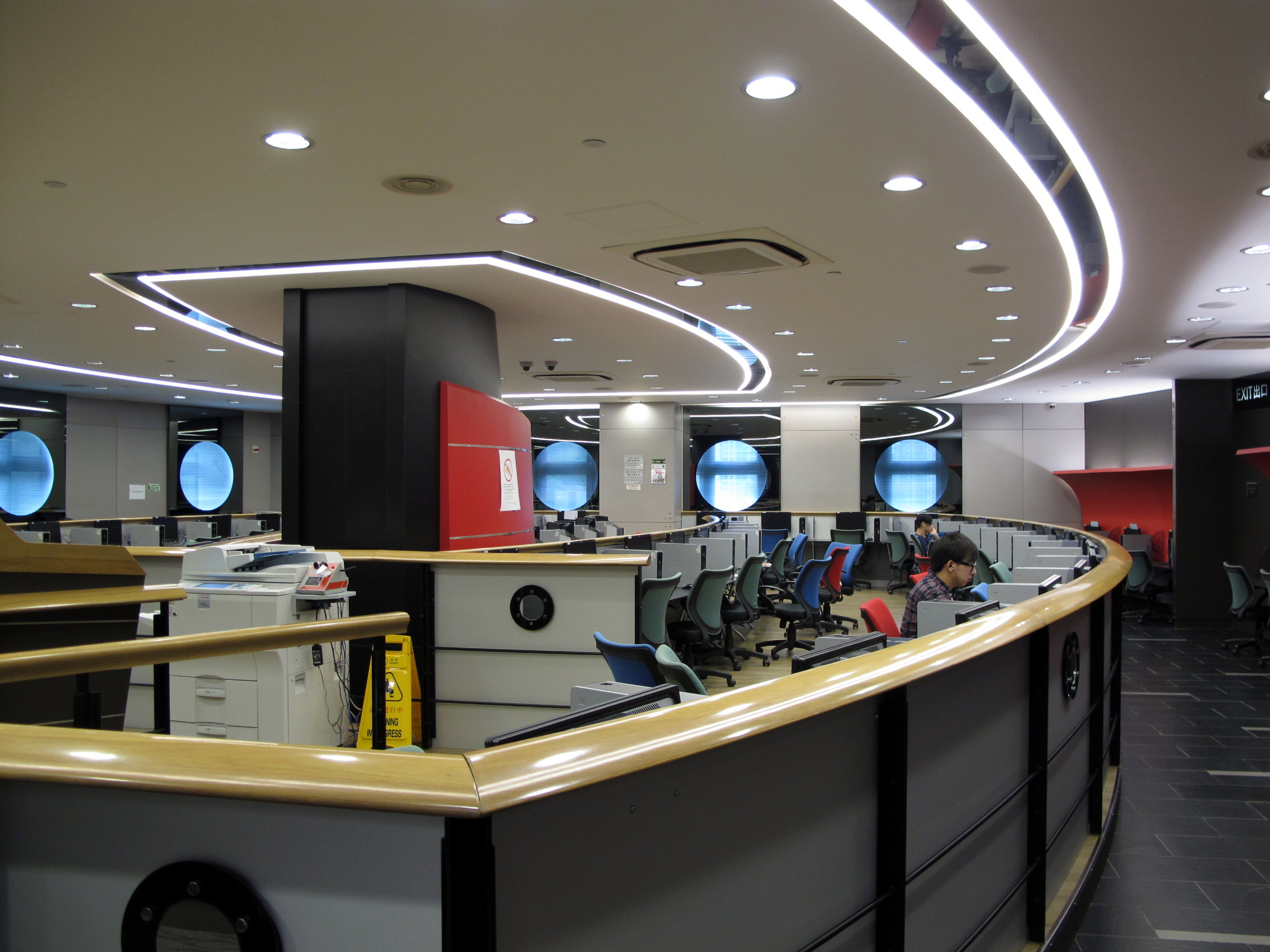
主樓4樓資訊科技服務中心

圖書館
座落於李運強教學大樓（MB）一樓至三樓。現有館藏包括530,000多冊藏書、80,000多項多媒體資料、紙本期刊1,900多種，以及電子書946,000多本、電子期刊49,000多種及超過210個數據庫。圖書館分別於2005年、2008年至2009年間，進行了多項的擴建翻新工程，包括一樓及二樓入口大堂進行簡單翻新工程、加設多部電腦、更換書架及三樓增建兩個大型研習室等，大大提升了圖書館的功能。使用者需持有嶺南大學相關證件方可進入。
資訊科技服務中心
早年校內曾設多個電腦室，包括位於主樓2樓、梁銶琚樓2樓、何善衡樓地下、2樓及3樓及黃玉蘭樓2樓。不過後期因課室不足而改為課室。目前只有主樓2樓。4樓及新建的郭少明伉儷樓地下設24小時開放電腦室。電腦室使用者需持有嶺南大學相關證件方可進入教室區域及服務櫃枱。
室外運動場

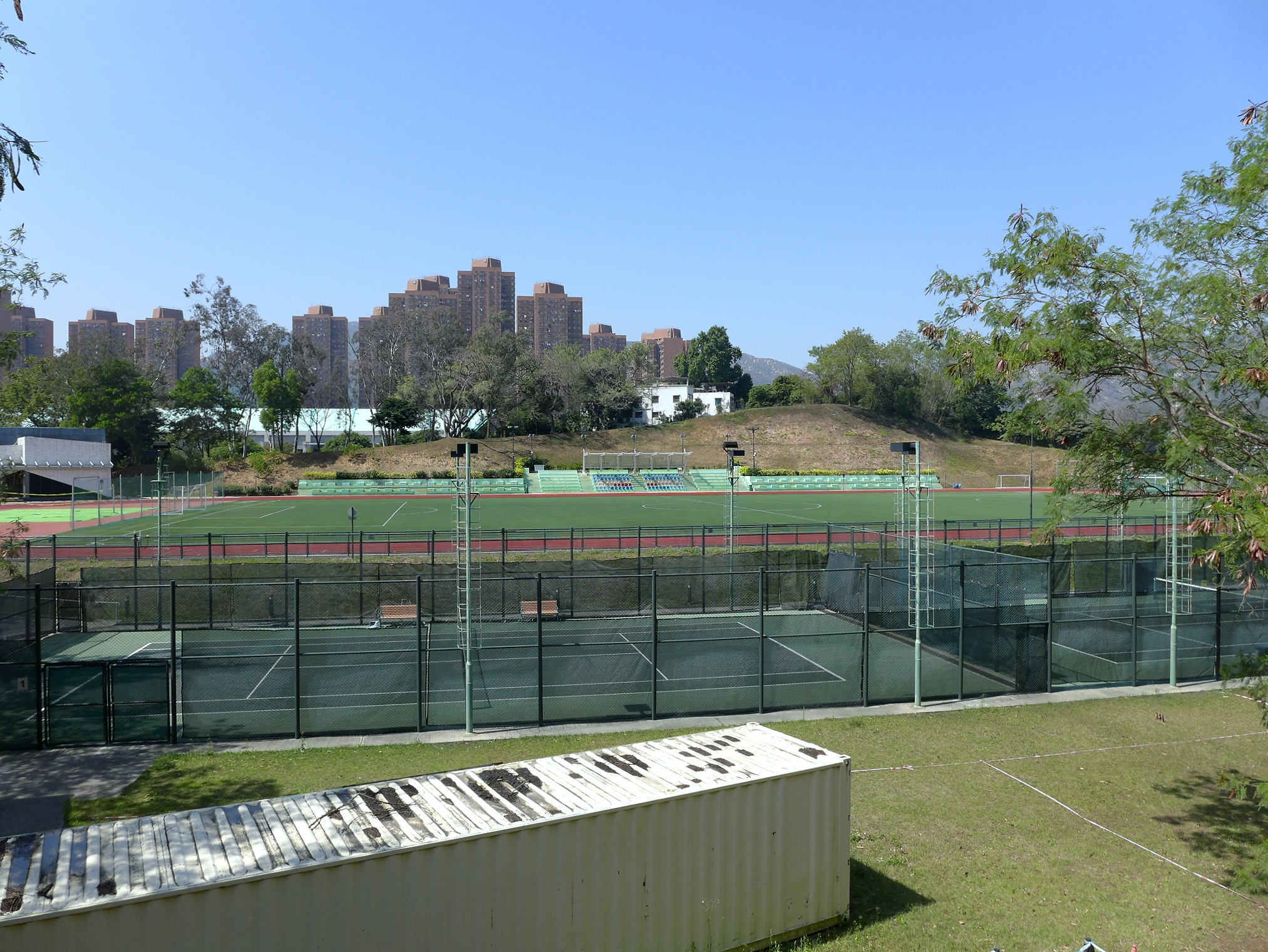
室外運動場於2007年落成

於2007年落成，設田徑場、足球場、沙灘排球場、網球場、看台及學生活動中心。
- 校長寓所
- 訪客及職員宿舍

## 學生宿舍

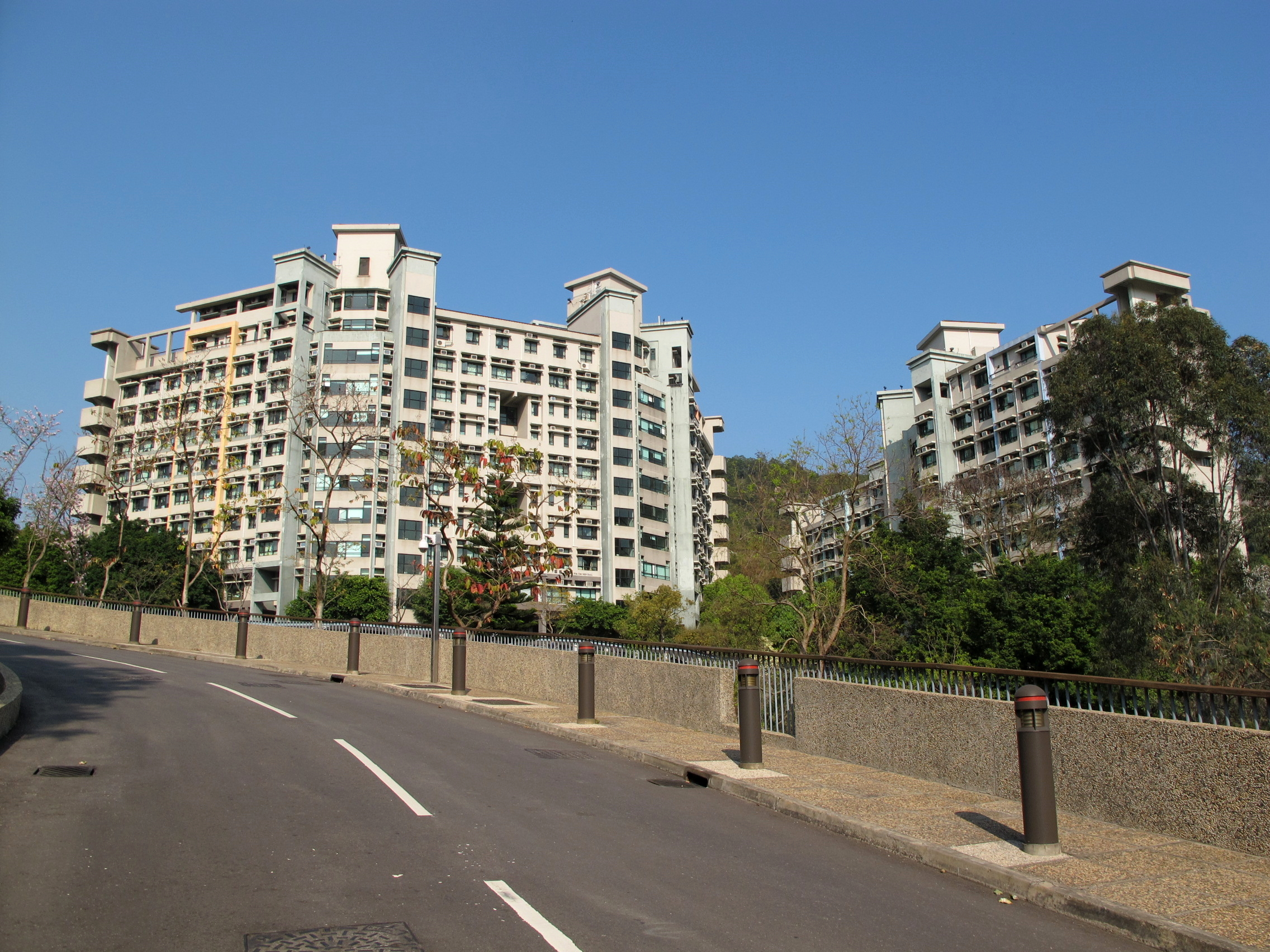
南學生宿舍

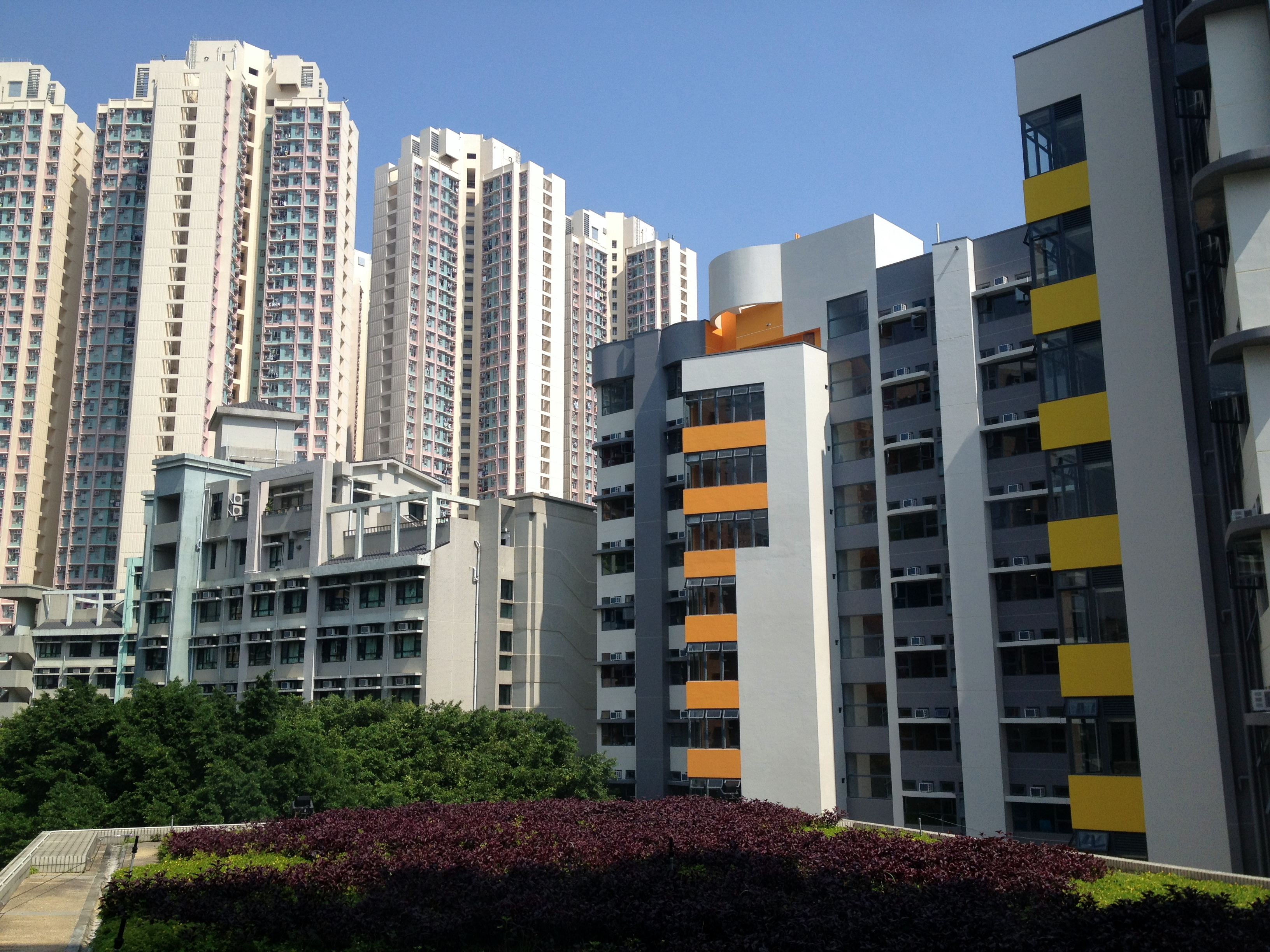
北學生宿舍，背後為富泰邨

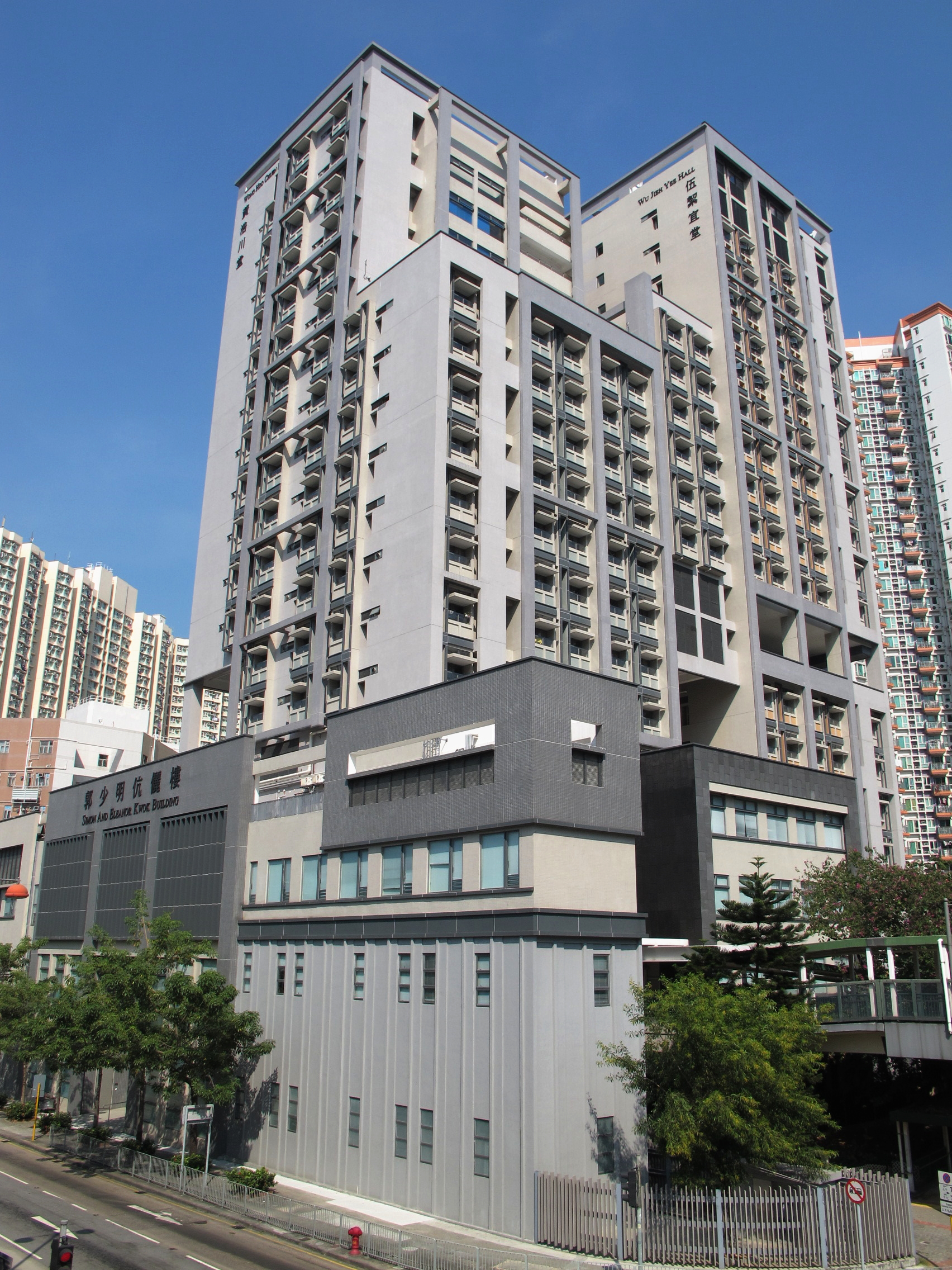
2011年至2012年落成的黃浩川堂及伍絜宜堂，俗稱「新宿」

學生宿舍可分為三個部份，A至D座宿舍俗稱「南宿」，於1997年2月至5月分階段落成。E至H座宿舍，前稱「北座宿舍」，俗稱「北宿」，於1997年9月落成。黃浩川堂及伍絜宜堂則位於富泰邨附近，於2011年至2012年落成。當中A至B座宿舍部份範圍於2012年已陸續進行翻新，包括擴大及翻新每層公用地方（Common Room）及翻新升降機，C座和D座類似的翻新也於2013年暑期完成。1995年新校舍入伙時，學生宿舍正進行興建工程，宿生曾於掃管軍營暫住。

### 南宿
- 蒙民偉樓、東亞堂（Hostel A）

蒙民偉樓、東亞堂樓高10層，溫習室及娛樂室位於1樓，2樓至4樓為男生宿舍（當中3樓及4樓的短翼為女生宿舍），5樓至8樓為女生宿舍，9樓為洗衣房及高級導師的住宅，10樓為舍監的住宅。除9樓及10樓外，每層皆設有一個茶水間及兩個洗手間，而每層亦有雪櫃、電視機及電話等供宿生使用。
- 香港崇正總會樓、霍藻棉樓（Hostel B）
- 忠信堂、逸民堂（Hostel C）位於南學生宿舍，於1997年2月22日落成並入伙，由忠信堂（長翼）及逸民堂（短翼）組成。建築物與林護堂（Hostel D）相連。首任宿舍舍監為歷史系助理教授劉智鵬博士[43]。

忠信堂於1998年12月18日冠名，捐款人為林植宣博士（林棣權的祖父、林珏的父親），林博士是廣州嶺南大學校友，其父乃林護（林裘焯）先生。共五代的林氏家族成員也在嶺南的紅灰精神下接受教育，對廣州嶺南大學和香港的嶺南大學也貢獻良多。為慶祝林氏祖業忠信置業有限公司成立七十週年，特以「忠信」為宿舍命名。
逸民堂於1998年12月18日冠名，捐款人為李林建華夫人，宿舍命名是為紀念李林建華夫人的先父林逸民先生（林裘謀的兒子）。林逸民先生肄業於廣州嶺南小學及中學，日後更於唐山交通大學、美國普渡大學及哈佛大學攻讀土木工程學位及城市建設文憑。林逸民先生歷任廣州嶺南大學校董及美國嶺南基金會首位華人董事，更創辦了嶺南同學總會及出任首任會長，對嶺南紅灰教育及發展貢獻良多。為紀念林逸民先生對嶺南大學的貢獻，教以「逸民」為宿舍名稱。
- 林護堂（Hostel D）（A至D座宿舍俗稱「南宿」）位於南學生宿舍，建築物與忠信堂、逸民堂（Hostel C）相連。林護堂於1997年2月22日落成並入伙，現任宿舍舍監為社會學及社會政策系教授暨平等機會委員會主席陳章明博士。

林護堂於1997年5月26日冠名，捐款人為林護紀念基金有限公司，以紀念前廣州嶺南大學校董林護先生，共五代的林氏家族成員也在嶺南的紅灰精神下接受教育，對廣州嶺南大學和香港的嶺南大學也貢獻良多，特以「林護」為宿舍命名。
忠信堂、逸民堂以及林護堂樓高9層（包括LG層），LG層為洗衣房，地下為溫習室及娛樂室，1、2樓為男生宿舍，3樓至7樓為女生宿舍，8樓為舍監及高級導師的住宅。除8樓及底層外，每層皆設有一個茶水間及兩個洗手間，而每層亦有雪櫃、電視機及電話等供宿生使用。2013年暑假，忠信堂、逸民堂以及林護堂進行翻新工程，包括擴大及翻新每層公用地方（Common Room）及翻新升降機。

### 北宿（賽馬會舍堂村）
- 賽馬會堂（Hostel E & Hostel F，前稱「北座宿舍」，俗稱「北宿」）：一般來說，學生會稱宿舍為Hall E或 Hall F。
- 賽馬會博雅堂（Hostel G & Hostel H）位於北宿與NAB之間，由建築設計及研究院（AD+RG)設計[47]，並於2013年12月尾獲批入伙。

### 新宿
黃浩川堂（页面存档备份，存于）（Wong Hoo Chuen Hall）WHC
- 嶺南大學荷蒙黃浩川博士慷慨捐助嶺南大學發展經費，為誌義舉，於2012年，嶺南大學將本宿舍名為黃浩川堂。
- 黃浩川博士祖籍廣東省江門市台山，是熱愛教育及社會公益事業之慈善家和企業家。黃博士乃港粵著名殷商，除秉承父業外，更於1972年創立浩華有限公司。他曾就讀嶺南小學香港分校和廣州嶺南中學，畢業後在嶺南大學商學院深造。黃博士對嶺南教育事業貢獻良多，二次大戰後代嶺南小學香港分校還債救校，並長期出任嶺南中、小學校校董，更於嶺南教育機構成立後先後出任校董、副主席、籌款委員會成員等職。黃博士關心母校發展，慷慨資助嶺南大學舊校興建教職員宿舍、屯門新校興建行政大樓和學生宿舍，並設立了宿舍獎學金及莘莘學子。
- 黃浩川堂樓高17層，G層為綜合會堂，二十四小時資料科技室及二十四小時自修室，1樓至2樓為商學院教學、教職員辦公地方，3樓為公共空間、溫習室、士多、鋼琴室、宿生會幹事會室、舍監室及洗衣乾衣房，5樓至8樓為男生宿舍，9樓至16樓為女生宿舍，17樓為舍監及高級導師的住宅。每層皆設有一個茶水間，而每層亦有雪櫃、電視機及電話等供宿生使用。黃浩川堂及伍絜宜堂鄰近富泰商場及巴士總站，方便快捷。
- 黃浩川堂以博愛，友誼和多樣文化為主題。

伍絜宜堂（Wu Jieh Yee Hall）WJY
- 伍絜宜堂由伍宜孫家族轄下伍絜宜基金會捐款，因而得名。
- 伍絜宜堂亦是樓高17層，5至16樓為宿舍（5及7-9樓為男層，其餘為女層），17樓為舍監及高級導師的住宅。

## 院系設置

### 學院與學系
| 文學院（页面存档备份，存于） | 商學院（页面存档备份，存于） | 社會科學院（页面存档备份，存于） | 研究生院（页面存档备份，存于） |
| --- | --- | --- | ------------------------------ |
| - 文學院課程辦事處（页面存档备份，存于） - 中文系（页面存档备份，存于） - 文化研究系（页面存档备份，存于） - 英文系（页面存档备份，存于） - 歷史系（页面存档备份，存于） - 哲學系（页面存档备份，存于） - 翻譯系（页面存档备份，存于） - 視覺研究系（页面存档备份，存于） - 黃炳禮音樂及演藝部（页面存档备份，存于） - 動畫及數碼藝術課程辦公室（页面存档备份，存于） | - 商學課程辦事處（页面存档备份，存于） - 會計學系（页面存档备份，存于） - 財務及保險學系（页面存档备份，存于） - 電腦及決策科學學系（页面存档备份，存于） - 管理學系（页面存档备份，存于） - 市場及國際企業學系（页面存档备份，存于） | - 社會科學課程辦事處（页面存档备份，存于） - 應用心理學系（页面存档备份，存于） - 經濟學系（页面存档备份，存于） - 政治學系（页面存档备份，存于） - 社會學及社會政策學系（页面存档备份，存于） |                                |

### 研究支援中心
| 文學院（页面存档备份，存于） | 商學院（页面存档备份，存于）           | 社會科學院（页面存档备份，存于） | 政策研究院（页面存档备份，存于） |
| --- | -------------------------------------- | --- | --- |
| - 英語及外語教學中心（页面存档备份，存于） - 中國語文教學與測試中心（页面存档备份，存于） - 人文學科研究中心（页面存档备份，存于） - 香港與華南歷史研究部（页面存档备份，存于） - 群芳文化研究及發展部（页面存档备份，存于） | - 香港商學研究所（页面存档备份，存于） | - 亞太老年學研究中心（页面存档备份，存于） - 公共政策研究中心 - 亞洲太平洋研究中心（页面存档备份，存于） - 公共管治研究部（页面存档备份，存于） | - 亞太老年學研究中心（页面存档备份，存于） - 競爭政策與規制研究中心（页面存档备份，存于） - 嶺南大學-華南理工大學粵港澳大灣區社會治理聯合研究中心（页面存档备份，存于） - 亞太高等教育研究聯盟（页面存档备份，存于） |

### 跨學科學院
- 核心課程及通識教育辦事處（页面存档备份，存于）
- 科學教研組（页面存档备份，存于）
- 嶺南大學內地與國際學生交換計劃辦事處（页面存档备份，存于）
- 嶺南大學服務研習處（页面存档备份，存于）
- 嶺南大學社區學院（页面存档备份，存于）：嶺南大學社區學院於2002年成立，簡稱“CCLU”，是嶺南大學其中一個附屬部門，校舍位於嶺南大學新教學大樓，開設副學士學位先修課程、副學士學位課程和高級文憑課程，供香港中五及中七畢業生、及取得內地或海外認可之中學或專上課程學歴的學生報讀。2017年停辦，課程改由嶺南大學持續進修學院營辦。
- 嶺南大學持續進修學院（页面存档备份，存于）：嶺南大學持續進修學院於2001年成立，簡稱“LIFE”，是嶺南大學其中一個附屬部門，為香港中五畢業生開設毅進計劃和文憑(副學士學位先修)課程，還有供公眾人士修讀的各項學歷或短期課程，亦與海外大學合辦學士學位課程。總部設於嶺南大學新教學大樓，多個教學中心分別為屯門栢麗教育中心、荃灣百悅坊教育中心、尖沙咀華懋教育中心、尖沙咀中心教育中心、尖沙咀好時教育中心及柯士甸教育中心。

## 校董会
- | 嶺南大學校董會 | 嶺南大學校董會                                              |
| -------------- | ----------------------------------------------------------- |
| （英語）       |                                                             |
|                |                                                             |
| 法定機構概要   |                                                             |
| 成立时间       | 1967年                                                      |
| 前身机构       | - 岭南大学、嶺南學院[*]                                     |
| 類型           | 政府機構                                                    |
| 管轄范围       | 香港特別行政區                                              |
| 驻地           | 香港新界屯門青山公路8號                                     |
| 格言           | Education for service、作育英才，服務社會                   |
| 首长           | - 主席：姚祖輝，BBS，JP - 副主席：黃浩明，JP - 司庫：章曼琪 |
| 聯繫部門       | 教育局                                                      |
| 授權法源       | - 第1165章《嶺南大學條例》                                  |
| 網站           | 官方網站                                                    |
| 影像资料       |                                                             |
|                |                                                             |校董會主席：姚祖輝
- 校董會副主席：黃浩明
- 校董會司庫：章曼琪
- 行政長官委任委員：趙式明、鍾國強、霍穎壎、吳燕安、梁嘉麗、呂鈞堯、龍家麟、陳家齊、麥慶歡、何力治、何林恬兒、許華傑、梁慧、黃仰芳、伍尚敦
- 嶺南教育機構有限公司提名委員：鄺保羅、呂岳枝、馬耀添、吳桂行、譚國威、韋皙然、黃志光教職員互選產生委員：何榮、黎雲龍、劉智鵬
- 教務會互選產生委員：李東輝、伍慧明
- 校長（當然委員）：秦泗釗
- 副校長（當然委員）：陳漢夫
- 學生會會長（當然委員）：陳嘉寶
- 祕書：曾戴慕愛

## 諮議會
- 諮議會主席：陳斌
- 諮議會副主席：何淑懿
- 諮議會秘書：曾戴慕愛
- 諮議會成員：趙式明、章曼琪、鍾國強、霍穎壎、吳燕安、梁嘉麗、呂鈞堯、龍家麟、黃浩明、姚祖輝、陳和平、鄭余雅穎、李宗德、李文慧、潘蘇通、陳仲然、趙不求符之福、鄺保羅、林仲岷、羅林渭、李慧儀、梁婉儀、馬耀添、莫文韜、吳桂華、譚國權、譚國威、唐正馨、曾婉媚、黃志光、黃慧儀、嚴康焯、AROKIARAJ Aloysius Wilfred Raj、黎雲龍、梁萃行、鄭國漢、梁延溢

## 著名教授
文學院
- 許子東：前中文系教授，節目主持人，中國文藝理論學會副會長，曾獲香港中文文學雙年獎文學評論組雙年獎，著有《郁達夫新論》及《香港短篇小說初探》等。
- 蔡宗齊：前中文系系主任及現任講座教授，美國伊利諾伊大學香檳校區中國文學和比較文學教授，學術期刊《中國文學與文化》總編輯。
- 陳根：筆名陳雲，前中文系助理教授，著名文化評論人、作家，著有《中文解毒》、《執正中文》及《香港城邦論》等，曾獲中文文學雙年獎及藝發局最佳藝術評論獎。
- 梁秉鈞：筆名也斯，已故著名香港作家、詩人，中文系比較文學講座教授，人文學科研究中心主任，2012年香港書展年度作家，曾多次獲得香港中文文學雙年獎。
- 鄺龑子：前翻譯系教授（兼任中文系教授及哲學系客席教授），2014年度大學教育資助委員會（教資會）傑出教學獎得主，著名學者、詩人及作家。
- 劉紹銘：榮休講座教授，前文學院院長，曾任教於香港大學、中文大學及威斯康辛大學等，主要研究翻譯及比較文學，就讀臺大時與白先勇及李歐梵等創辦《現代文學》雜誌。
- 鄭樹森：人文學科特聘教授，曾任加州大學聖地牙哥校區教授及香港科技大學人文社會科學學院院長，現為台北印刻文學生活誌社長。
- 陳清僑：文化研究系教授，前協理副校長，創立嶺大文研系及群芳文化研究及發展部，現任公民黨副主席，國際文研學會監事。曾任中央政策組非全職顧問及藝發局藝評組主席。
- 戴錦華：文化研究系兼任教授
- 余少華：文化研究系兼任教授
- 李小良：文化研究系兼任教授
- 羅永生：筆名安徒，文化研究系兼任副教授，著名文化研究學者，著有《殖民無間道》、《殖民家國外》等書籍。
- 許寶強：文化研究系兼任副教授，著作包括《告别犬儒——香港自由主義的危機》、《資本主義不是什麼》等。
- 梁旭明：文化研究系副教授
- 劉健芝：文化研究系副教授
- 陳允中：文化研究系前副教授
- 馬國明：文化研究系兼任副教授
- 陳順馨：文化研究系兼任副教授
- 葉蔭聰：前文化研究系助理教授，香港獨立媒體創辦人之一。
- 劉智鵬：歷史系教授，兼任嶺南大學華南及香港歷史研究所主任，曾任屯門區議會委任議員，2011年7月起曾出任屯門區議會副主席。

社會科學院
- 李彭廣： 政治學系副教授，曾任智經研究中心研究總監，著作包括《英國解密檔案的啟示》
- 陳章明： 前社會老年學講座教授，平等機會委員會前任主席
- 陳效能： 社會學及社會政策系副教授

研究生院
- 鄺得互：研究生院院長

科學教研組
- Mark McGinley：科學教研組系主任

## 歷任校長

### 廣州建校時期
註：1888年 至 1927年期間的校長稱為「監督」。
格致書院監督
- 哈巴安德（Rev. Andrew P. Happer, DD）（1888年─1890年，1891年─1893年代理監督）
- 香便文（Rev. Benjamin C.Henry）（1893年─1895年）
- 那夏禮（Dr. Henry V.Noyes）（1896年─1899年）
- 尹士嘉（Dr. Oscar F.Wisner）（1899年─1903年）

嶺南學堂監督
- 尹士嘉（Dr. Oscar F.Wisner）（1903年─1907年）
- 晏文士（Dr. Charles K.Edmunds）（1908年─1912年）

嶺南學校監督
- 晏文士（Dr. Charles K.Edmunds）（1912年─1924年）
- 香雅各（Dr.James M.Henry）（1924年─1927年）

嶺南大學校長
- 鍾榮光（1927年─1937年，首任華人校長）
- 李應林（1938年─1948年，1937年─1938年任代理校長）[48]
- 陳序經（1949年─1952年，1948年─1949年任代理校長）[49]

### 香港復校時期
嶺南書院校長
- 錢乃信（1967年─1969年）
- 阮康成（1969年─1973年）
- 黃勵文（1973年─1978年）

嶺南學院校長
- 黃勵文（1978年─1981年）
- 黃啟鐸（1981年─1983年）
- 陳佐舜（1983年─1995年）
- 陳坤耀（1995年─1999年）

嶺南大學校長
- 陳坤耀（1999年─2007年）
- 陳玉樹（2007年─2013年）
- 鄭國漢（2013年─2023年）
- 秦泗釗（2023年─）

## 學生組織
根據嶺南大學學生會會章，嶺南大學學生會是全體會員組成的自治機構，由會員大會、聯席會議、代表會、仲議會、幹事會、編輯委員會及所有學生會的附屬組織依章處理學生會一切事宜，而其宗旨為：
- 發揚民主自治、團結及互助精神
- 謀求會員福利，保障會員權益
- 培養會員社會意識及責任感
- 關心社會問題，促進社會發展
- 與校方及校外團體緊密聯繫

### 基督徒組織

#### 嶺南大學基督徒團契
嶺南大學基督徒團契(Lingnan University Christian Fellowship)於1967年成立，為嶺南大學歷史最悠久的基督徒組織以及學生組織，旨在團結校園內的基督徒。團契透過恆常週會、細胞小組等活動，希望信徒能得著豐富的信仰經歷，從而扎穩信仰根基，並追求靈命成長，最終實踐把福音廣傳的大使命。至於在行政方面，團契奉行“學生主導”的原則，由活動的運作到各項事工都是由學生策劃和執行的。

## 嶺南貓
校園內的後山有數十隻流浪貓居住，部分師生會自發性給牠們餵食及照顧。

## 爭議事件

### 社區學院超額收生
2012年9月，附屬嶺南大學的社區學院及持續進修學院爆出超額收生的風波，有教職員已發現學院大幅增收學生，各項配套設施未完善，而開學後，不少學生被減課時，並調離大學本部，在荃灣及尖沙咀商廈上課，而英文科更因老師不足被迫取消，不少師生組成關注組要求學校交代清楚事件。時任嶺大校長陳玉樹因患上危疾要持續請病假半年，無法出席開學前的校董會會議，其職務要由副校長、協理副校長等兼任，在群龍無首下，社區學院及持續進修學院有管理層在推行新高中課程的雙班年龐大學位需求下，自行決定大幅增收學生。事件調查報告顯示，截至2012年10月，超收人數較原可容納名額激增逾倍，其中副學士學位先修課程更超收逾四倍。報告批評前院長沒有按照既定程序，只按個人意願執行多項進取決定，而署理院亦未有充分執行管理監控措施。

### 國力書院文凭工厂事件
2015年11月初，嶺南大學有多名高層被指是國力管理局或顧問委員會的成員，當中包括協理副校長夏迪星，諮議會成員王志康、梁松聲及梅樂活，同時香港有多間大專院校都牽涉入國力書院事件，多名教师之博士学位皆为国力书院合作大学之文凭。嶺南大學在知悉後立即成立調查小組跟進事件。夏迪星於數日後宣佈自行辭去協理副校長及總務長職務，由於嶺大難以追究已離職的人士，嶺大唯有終止調查，而香港警方完成調查國力書院及徵詢法律意見後，警方指沒有足夠證據對任何人提出撿控。

### 2019年7月學生校友聯署促罷免何君堯校董職位
於2019年7月元朗襲擊事件 ，網上流傳的一段短片顯示，身兼嶺大校董的立法會議員何君堯於示威當晚與白衣人握手，舉拇指及鼓掌稱讚是「英雄」，併合影留念。對此，何君堯稱與襲擊事件沒有任何關係，但不少學生和校友都對他存不信任態度，多屆的嶺大學生會幹事會、編委會、學會及校友組織等發表聯署聲明，強烈譴責何君堯支持721元朗鄉黑暴行，其仇恨言論，嚴重影響嶺大形象令母校蒙羞，並聯名要求特首林鄭月娥罷免何君堯之嶺南大學校董職位。嶺南大學其後發表聲明，指何君堯就有關社會事件所發表的言論與嶺大完全無關。聲明又指嶺大作為一所高等學府，十分尊重言論自由，而個別成員以個人身分發表的言論，並不代表校方立場。
7月27日，一批嶺大學生和校友響應網上號召，在嶺大校園內集會遊行，抗議元朗襲擊事件，並向校長鄭國漢遞交抗議信。

### 舊生進入校園遭到保安員挑釁和使用武力
2020年8月24日，嶺大學生會編輯委員會報道，一名舊生在7月15日到訪圖書館正門遭當值保安阻截，並說「出去隻揪」挑釁事主。其後更一度屈曲事主的手臂，直至當值經理介入調停。事主事後搜尋保安員姓名後發現，對方疑為一名退休警務人員，批評是典型的黑警手法。嶺大發言人表示，校方收到投訴後已由總務處展開調查。不過認為投訴沒有確鑿證據支持，表示已敦促承辦商加強對保安員的督導和指引，認為處理突發事件時的敏感度和應對能力有改善空間。

### 校方即時停止代表學生會收取會費
2021年7月15日，繼城大、中大、港大及理大後，嶺南大學亦終止為學生會代收會費。嶺南大學學生會代表會臨時行政委員會表示收到校方通知，指近年經常接獲來自同學、家長及市民就學生會的投訴，認為學生會費連同學費一同收取，是不恰當和造成誤導，因而即時停止代表學生會收取會費。嶺大學生會代表會臨時行政委員會副主席陳穎茵，認為校方在當局施壓下，借機打壓學生會。她擔心日後學生會行政會出現困難，學生會會員人數或會大減，最終削弱學生會影響力。她亦指目前有數百萬學生會費結餘存放在大學戶口，促請大學歸還學生會資產。校方指大學將會費全數歸還予學生會。

### 「六四浮雕」和民主女神噴漆畫像遭拆除
2021年12月24日清晨，嶺南大學學生會編輯委員會指位於梁銶琚樓外的「六四浮雕」圍封，之後由學校工程部人員拆除，並移至劉李婉嫻樓（LYH）LG層儲物室。而學校保安更阻礙學生拍攝及抄下學生證編號，亦使用強光照向學生鏡頭。而位於劉李婉嫻樓2樓學生會中庭牆身的民主女神噴漆畫像亦被灰色油漆掩蓋。嶺大校方回應指有關行動是基於校園風險管理，需要透過適當措施以消除隱患，以保障大學的整體利益。

### 收回學生會會址
2022年2月初，嶺南大學學生會收到校方通知，指規定在三個月內需要撤離現有的會址。校方收回後會將翻新及擴建額外的辦公空間重新分配，工程料年中展開。而總務長胡振東透露代表性愈高，可獲得空間愈多。預告學生會因會員人數突然大跌，得到的空間會減少。

## 校友網絡

### 校友會及同學會
- 嶺南大學香港同學會[71]
- 嶺南大學北京校友會
- 羅省嶺南同學會
- 英國嶺南校友會
- 嶺南大學上海校友會
- 越南嶺南校友會
- 溫哥華嶺南同學會
- 卡加利嶺南同學會
- 紐約嶺南校友會
- 三藩市嶺南同學會
- 西雅圖嶺南同學會
- 澳洲嶺南校友會
- 台灣嶺南校友會
- 多倫多校友會[72]
- 嶺南大學廣州校友會[73]

## 外部連結
- 官方网站